# Westland Sea King
Westland WS-61 Sea King — британська ліцензійна версія однойменного американського вертольота Sikorsky S-61, побудованого компанією Westland Helicopters. Вертоліт значно відрізняється від американської версії двигунами Rolls-Royce Gnome (похідними від американського General Electric T58), системами боротьби з підводними човнами британського виробництва та повністю комп'ютеризованою системою управління польотом. Sea King в основному був розроблений для виконання завдань протичовнової боротьби. Варіант Sea King, відомий як Commando, був розроблений Westland Helicopters для транспортування військ.
На британській службі Westland Sea King широко використовувався як Військово-морськими силами, так Повітряними силами Великої Британії. Крім виконання завдань під час Фолклендської війни, війни в Перській затоці, Боснійської війни, війни в Іраку та війни в Афганістані, Sea King, мабуть, найбільш відомий завдяки вертольотам пошуково-рятувальної служби Військово-морських сил (червоно-сіра ліврея) і пошуково-рятувальних сил Повітряних сил Великої Британії (жовта ліврея). Sea King також був адаптований для задоволення вимог Військово-морських сил Великої Британії щодо бортової платформи раннього попередження на кораблях.
26 вересня 2018 року останній варіант Sea King, що залишився на службі Військово-морських сил Великої Британії, був знятий з озброєння. Більшість операторів замінили або планують замінити Sea King сучасними вертольотами, такими як NHIndustries NH90 і AgustaWestland AW101. HeliOperations продовжує експлуатувати три Mk 5 Sea King, які базуються в Портлендській Королівській військово-повітряній службі (HMS Osprey), де проходять навчання пілоти ВМФ Німеччини.

## Будова і розробка

### Походження

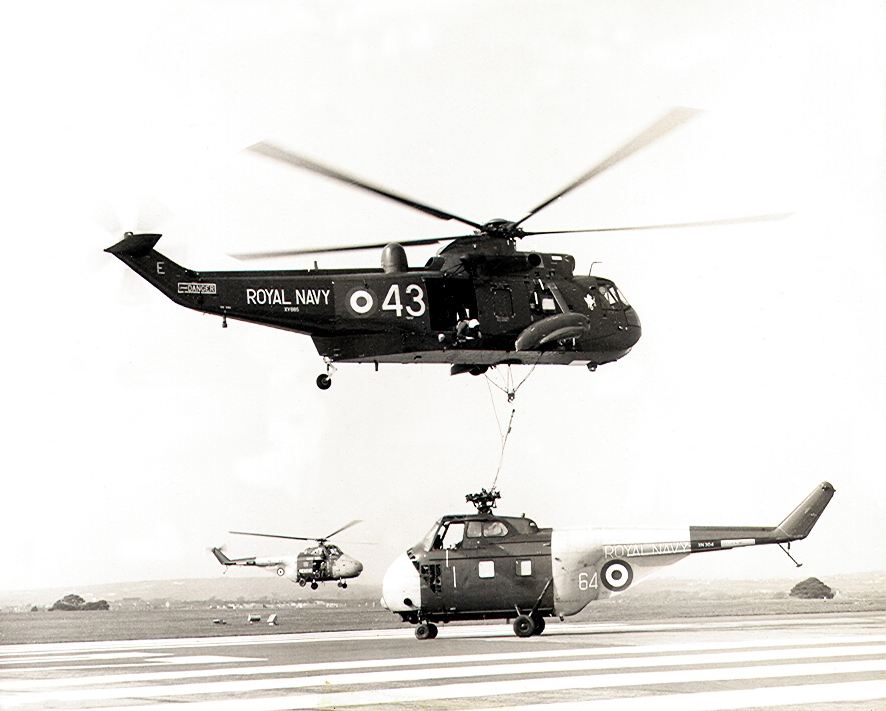
Westland Sea King HAS.1 підіймає в повітря HAS.7 поблизу, 1971 рік

Компанія Westland Helicopters, яка мала давню ліцензійну угоду з Sikorsky Aircraft, що дозволяла їй будувати вертольоти Sikorsky, розширила угоду на Sikorsky SH-3 Sea King незабаром після першого польоту Sea King у 1969 році. Westland Helicopters продовжила самостійну розробку Sea King, інтегрувавши значну частину компонентів від британських постачальників. Ключові зміни торкнулися використання пари турбовальних двигунів Rolls-Royce Gnome і впровадження автоматичної системи управління польотом. З цього приводу автори Джим Торн і Джеральд Фравлі заявили, що: «Не дивлячись на зовнішній вигляд, Sea King від Westland дуже відрізняється від вертольота Sikorsky». Багато відмінностей між Sea King, побудованим Westland Helicopters, та оригінальним вертольотом стали результатом відмінності операційної доктрини. У той час як Sea King Військово-морських сил США мали бути під тактичним контролем авіаносця, з якого вони діяли, Військово-морські сили Великої Британії планували, щоб їхні вертольоти будуть набагато автономнішими, здатними діяти самостійно або координуватись з іншими літальними апаратами чи надводними кораблями. Це призвело до іншого компонування розміщення екіпажу, де управління операціями здійснювалося спостерігачем, а не пілотом, а також до встановлення пошукового радара.
Військово-морські сили Великої Британії обрали Sea King, який відповідає вимогам до протичовнового гелікоптера на заміну Westland Wessex, замовивши у компанії Westland Helicopters 60 SH-3D Sea King у червні 1966 року. Прототип і три передсерійні вертольоти були побудовані компанією Sikorsky у Стратфорді, штат Коннектикут, і відправлені до Великої Британії для використання в ролі випробувальних зразків. Перший із SH-3D спочатку був оснащений двигуном General Electric T58 і після того, як був відправлений зі Сполучених Штатів, був доставлений у жовтні 1966 року з причалу в Ейвонмуті на аеродром Йовіл. Інші три були доставлені з доків дорогою до Йовіла для доукомплектування британськими системами та двигунами Rolls-Royce Gnome. Перший вертоліт, побудований Westland Helicopters, під назвою Sea King HAS1, здійснив політ 7 травня 1969 року в Йовілі. Перші два вертольоти були використані для випробувань та оцінювання Westland Helicopters і Дослідною установою літаків і озброєнь; наступні вироблені вертольоти Sea King почали надходити до 700-ї авіаційної ескадрильї військово-морських сил із серпня 1969 року.
До 1979 року Військово-морські сили Великої Британії замовили 56 HAS1 і 21 HAS2, що відповідають вимогам до протичовнових вертольотів, вони також були сконфігуровані під другорядні протикорабельні завдання. Westland Sea King було оновлено та адаптовано для багатьох цілей, наступні варіанти вертольота включають HAS2, HAS5 та HAS6. Зміни порівняно з початковим серійним вертольотом охоплювали розширення кабіни та модернізацію двигунів.

### Commando та подальші розробки
Одним із найбільш модифікованих варіантів був Westland Commando, який стояв на озброєнні Військово-морських сил Великої Британії під назвою HC4. Commando вміщував до 28 повністю екіпірованих солдатів і спочатку був розроблений для Повітряних сил Єгипту. У зв'язку усуненням амфібійних можливостей, які не потрібні в єгипетській пустелі, найпомітнішою зміною в порівнянні з Sea King було видалення бічних поплавців, головна ходова частина була перенесена на спонсони. Покращений варіант Egyptian Commando зі змінами, включаючи встановлення складних лопатей, типових для протичовнових варіантів, отримав позначення Військово-морських сил Великої Британії як Sea King HC4, і всі вертольоти були нової конструкції. Здійснивши перший політ 26 вересня 1979 року, завдяки радіусу дії до 600 морських миль без дозаправлення, HC4 «Commando» став важливою перевагою для десантних операцій і, зокрема, для транспортування військ. Кілька авіаційних ескадрилій Військово-морських сил Великої Британії використовували варіант Commando, наприклад 845 морська авіаційна ескадрилья, 846 морська авіаційна ескадрилья та 848 морська авіаційна ескадрилья. На озброєнні британської армії Sea King HC4 брав участь в операціях на Фолклендських островах, Балканах, в обох війнах у Перській затоці, Сьєрра-Леоне, Лівані та Афганістані. Наприкінці терміну експлуатації Sea King декілька HAS6 були перепрофільовані шляхом видалення протичовнового обладнання для транспортування військ. У 2010 році останні британські протичовнові вертольоти Sea King, переобладнані на військово-транспортні, були зняті з озброєння.

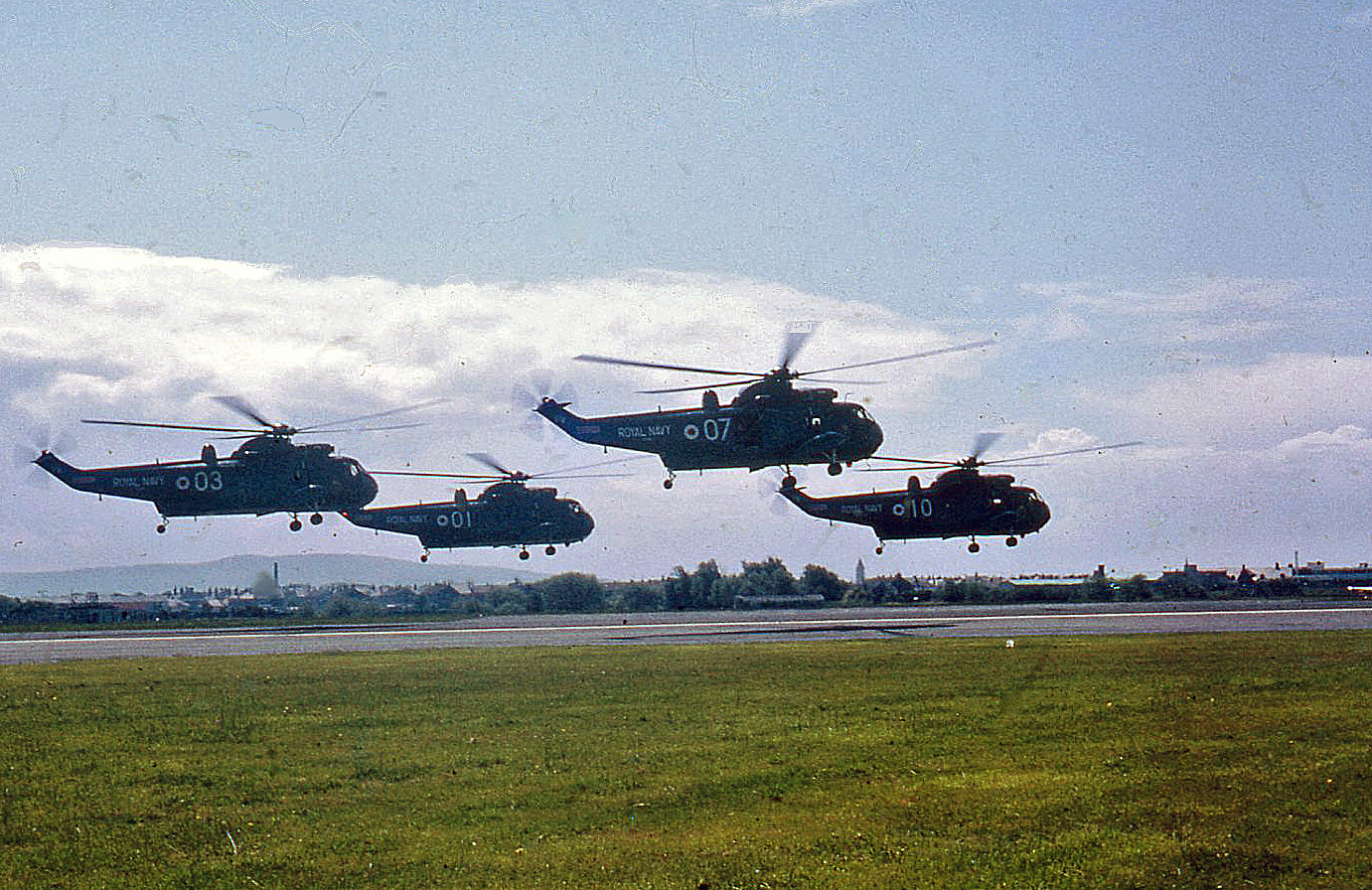
Формування з чотирьох Sea King, що летять над землею, Прествік, 1972 рік

У 1970-х роках досвід Westland Helicopters у виробництві Sea King спонукав компанію до започаткування Британської експериментальної гвинтової програми (BERP) у координації з Royal Aircraft Establishment, яка застосовувала інновації в композиційних матеріалах і нові принципи конструкції гвинта гелікоптера. Початкові випробування, проведені з активним Sea King, виявили кілька переваг гвинта BERP, включаючи довший термін втоми та покращені аеродинамічні характеристики. Наступні вертольоти Westland Helicopters, такі як рекордсмен Lynx і AgustaWestland AW101 Merlin, використовували гвинти BERP для підвищення продуктивності. Westland Helicopters також оснастила Sea King новими композитними гвинтами.
Westland Helicopters побудувала загалом 330 Sea King. Експортними замовниками стали Повітряна армія ВМС Індії, Військово-морський флот Німеччини, Королівський австралійський військово-морський флот та Королівські повітряні сили Норвегії. У 2003 році останній протичовновий вертоліт Sea King Військово-морських сил Великої Британії був знятий з озброєння, його замінив AgustaWestland Merlin HM1. Очікується, що варіант Sea King Airborne Surveillance and Control (ASaC) буде замінений на двох авіаносцях типу «Квін Елізабет». Велика Британія також планує зняти з озброєння HC4 і пошуково-рятувальні варіанти в березні 2016 року.

### Пошуково-рятувальні роботи

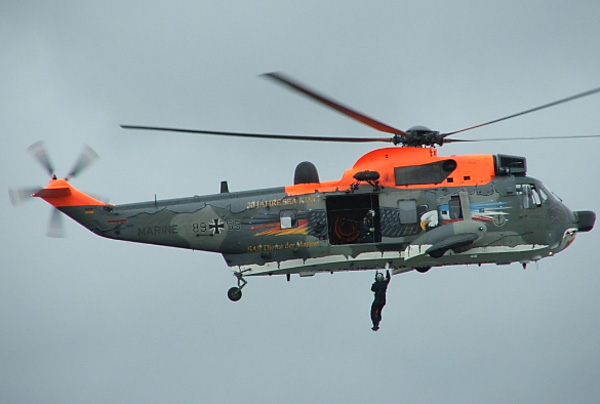
Німецький пошуково-рятувальний Sea King під час операції, 2005 рік

Спеціальна пошуково-рятувальна (SAR) версія HAR3 була розроблена для пошуково-рятувальних сил Повітряних сил Великої Британії. Цей тип надійшов на озброєння в 1978 році для заміни Westland Whirlwind HAR.10. Невдовзі було замовлено 16-й вертоліт, а після Фолклендської війни 1982 року було придбано ще три екземпляри, щоб забезпечити виконання пошуково-рятувальних польотів на островах, спочатку з Navy Point на північній стороні гавані Стенлі, а пізніше з бази Повітряних сил Великої Британії «Маунт-Плезант». У 1992 році було замовлено ще шість гелікоптерів, які замінили останні вертольоти Westland Wessex, що залишилися в ролі пошуково-рятувальних вертольотів, які надійшли на озброєння в 1996 році. Шість Sea King HAR3A мали оновлені системи, включаючи цифрову навігаційну систему та більш сучасну авіоніку.
Westland Helicopters також виготовляла пошуково-рятувальні версії Sea King для Королівських повітряних сил Норвегії, Військово-морського флоту Німеччини та Повітряних сил Бельгії. На пошуково-рятувальних варіантах кабіна була збільшена шляхом розтяжки фюзеляжу за дверима. Інша ключова особливість, яка використовується для додаткової плавучості в незвичайній ситуації при посадці на воду, надувні мішки плавучості були розміщені всередині спонсонів вертольота. Оновлення та зміни, внесені до пошуково-рятувальних Sea King, включають додавання системи попередження про радіолокаційне опромінення, вантажний гак для підвісного перевезення вантажів і перероблення кабіни для сумісності з окулярами нічного бачення.
Станом на 2006 рік до 12 HAR3/3A було розосереджено по всій Великій Британії, ще два HAR3 були закріплені за Фолклендськими островами, забезпечуючи цілодобову можливість проведення пошуково-рятувальних робіт. Деякі протичовнові варіанти HAS5 Військово-морських сил Великої Британії були адаптовані для пошуково-рятувальної роботи та використовувалися в 771-й морській авіаційній ескадрильї, на авіабазі Військово-морських сил RNAS Culdrose, базі військово-повітряного флоту Військово-морські сили Великої Британії HMS Gannet в аеропорту Прествік у Шотландії. Станом на 2009 рік очікується, що вони залишаться в експлуатації до 2016 року, і будуть замінені цивільними пошуково-рятувальними гвинтокрилами. І принц Ендрю, герцог Йоркський, і принц Вільям, герцог Кембриджський, проходили службу на пошуково-рятувальних вертольотах Sea King.

### Раннє повітряне попередження

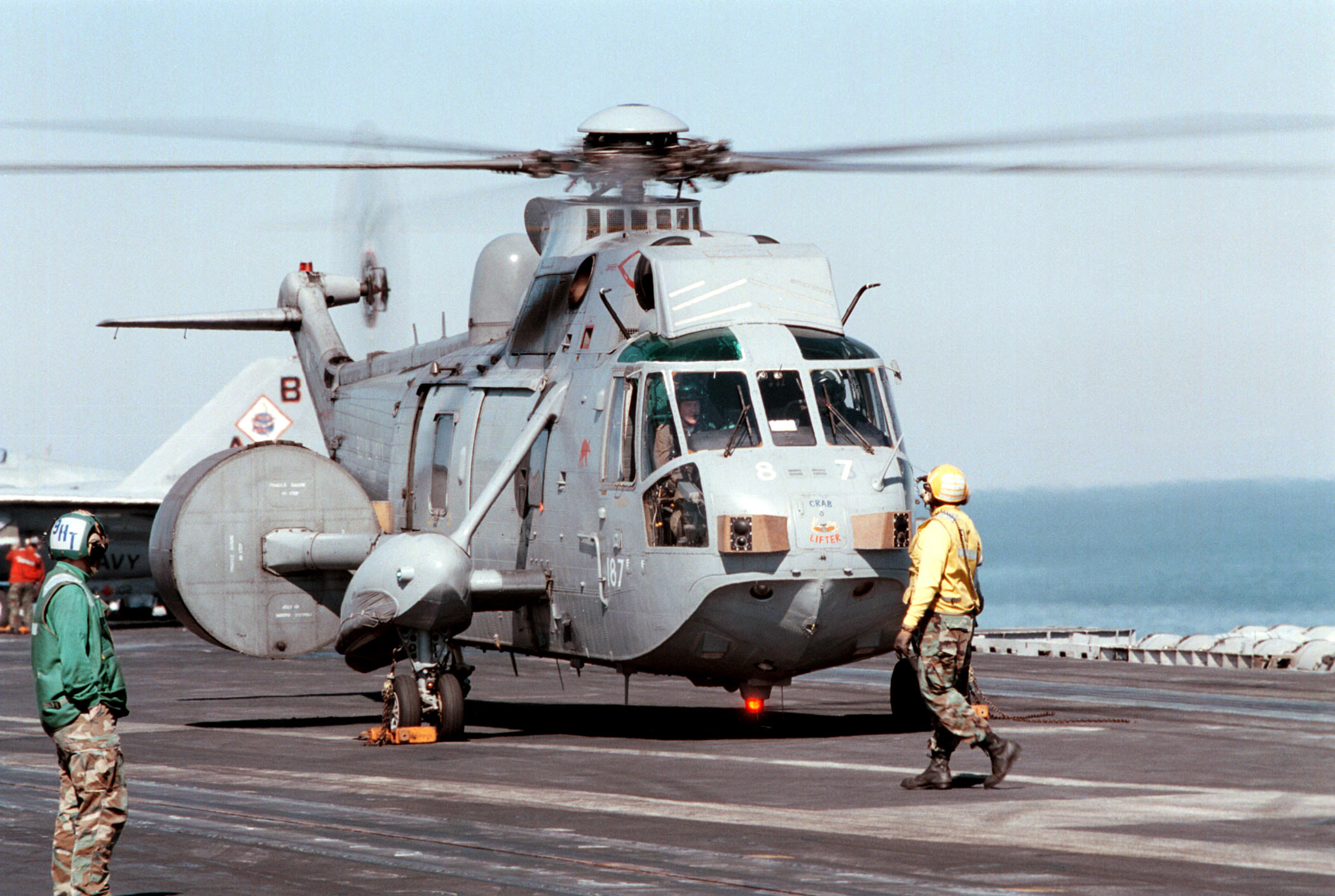
Sea King AEW2A Військово-морських сил Великої Британії в 1998 році

Спроможності раннього повітряного попередження (AEW) Військово-морських сил Великої Британії були втрачені, коли літаки Fairey Gannet були виведені з експлуатації, після того, як останній авіаносець Військово-морських сил Великої Британії був знятий з озброєння в 1978 році. Під час Фолклендської війни було втрачено кілька військових кораблів через відсутність платформи раннього повітряного попередження (AEW). Запропоноване прикриття флоту Військово-морських сил Великої Британії літаками Shackleton AEW.2 було непрактичним, оскільки таке прикриття мало суттєві обмеження на великій відстані. Тому в 1982 році два Sea King HAS2 були модифіковані шляхом встановлення радара Thorn EMI ARI 5980/3 Searchwater LAST, прикріпленого до фюзеляжу на поворотному кронштейні та захищеного надувним куполом. Це дозволило опускати радар під фюзеляж під час польоту та підіймати його під час посадки. Ці прототипи, позначені HAS2(AEW), після 11-тижневого нальоту були розгорнуті рейсом 824 «D» на авіаносці HMS Illustrious, який ніс службу на Фолклендських островах після припинення бойових дій. Ще вісім HAS2 були модифіковані до виробничого стандарту, відомого як AEW2. Два залишилися «зібраними, але не приведеними в робочий стан». Вони надійшли на озброєння в 1985 році до 849-ї морської авіаційної ескадрильї. Пізніше три Sea King HAS5/6 були переобладнані в рамках програми ASaC Mk7, довівши парк Mk7 до 13 бортів, що все ще було на 3 менше за наявні потреби.
Програма модернізації призвела до того, що парк AEW Sea King було оновлено новою системою забезпечення бойового застосування, системою зв'язку, навігаційними засобами, JTIDS, системою активного шумозаглушення та засобами відеозапису. Компонент оновлення системи забезпечення бойового застосування (радар і часткова інтеграція JTIDS) ґрунтувався на вдосконаленому радарі Searchwater 2000AEW із повністю новим інтерфейсом «Людина-машина». Пізніше Thales назвала цей компонент оновлення системи забезпечення бойового застосування «Проєктом Цербер» (англ. Project Cerberus), після успішної інтеграції, проведеної Westland Helicopters і GEC-Marconi. Цей варіант спочатку називався Sea King AEW7, але перейменований на ASaC7 (Airborne Surveillance and Control Mk.7) незадовго до дати взяття на озброєння. Основна роль Sea King ASaC7 — виявлення низьколітаючих штурмовиків; він також забезпечує перехоплення/контроль атаки та націлювання за горизонтом для систем озброєння наземного базування. У порівнянні зі старими версіями, новий радар дозволяє ASaC7 одночасно відстежувати до 400 цілей замість попереднього обмеження у 250 цілей. Ефективність AEW7 значно підвищилася завдяки доповненню каналом передачі даних Link 16, що дозволяє аналізувати зібрану радіолокаційну інформацію та швидко використовувати її кількома близькими платформами в зоні дії.
ASaC7 залишатимуться на озброєнні, як додаткова спроможність на борту Merlins, до заміни за програмою «Crowsnest». Попередні пропоновані програми заміни Future Organic Airborne Early Warning (FOAEW) і MASC (Maritime Airborne Surveillance and Control) були розпочаті, а потім скасовані, головним чином через помилкове припущення, що всю систему ASaC Mk7 можна просто зняти та приєднати до іншого типу літального засобу. Однак через розрив у часі між запланованою датою виходу з експлуатації Sea King у 2016 році та впровадженням «Crowsnest» сім гелікоптерів Sea King ASaC.7 залишалися на озброєнні Військово-морських сил Великої Британії до другої половини 2018 року.

## Історія операцій

### Велика Британія

#### Фолклендський конфлікт
Під час Фолклендського конфлікту було залучено кілька Sea King. Їх доставляли в зону бойових дій і управляли ними з палуб різних кораблів Військово-морських сил Великої Британії, таких як десантний транспорт-док HMS Fearless. На театрі воєнних дій вони виконували широкий спектр завдань, від протичовнового патрулювання та розвідувальних польотів до операцій поповнення та закидування сил спеціальних операцій. Підтримка, що надавалася вертольотами Sea King у форматі транспортування особового складу і припасів, вважалася життєво необхідною для успіху британської операції. Sea King також захищали флот, діючи як хибна ціль проти ракет Exocet, причому деякими місіями керував принц Ендрю, герцог Йоркський.
Протичовнові вертольоти Sea King 820-ї морської авіаційної ескадрильї були розміщені на HMS Invincible. Маючи 11 HAS.5, ескадрилья здійснювала протичовнові та пошуково-рятувальні вильоти з одним гелікоптером, який завжди знаходився в повітрі, виконуючи надводні пошукові завдання. 14 червня Sea King HAS.5 820-ї морської авіаційної ескадрильї був використаний для транспортування генерал-майора Джеремі Мура до Порт-Стенлі, щоб прийняти капітуляцію аргентинських військ на острові. За час війни ескадрилья здійснила 1650 бойових вильотів. Рейс A 824-ї морської авіаційної ескадрильї розмістився у складі двох Sea King HAS.2A на борту RFA Olmeda і використовувався для транспортування запасів на інші кораблі на південь, а пізніше для протичовнового патрулювання. Рейс C мав три Sea King HAS.2A на борту RFA Fort Grange, які використовувалися для поповнення запасів, переправивши понад 2000 тонн запасів.
825 морська авіаційна ескадрилья була сформована для війни із 10 вертольотами Sea King HAS.2, модифікованими як варіанти для підтримки наземних сил. Протичовнове обладнання було знято, вертольоти обладнані десантними сидіннями. Два вертольоти розмістили на борту Queen Elizabeth 2 і пізніше використовували для переміщення військ з Queen Elizabeth 2 на інші кораблі, а решта потрапили на Atlantic Causeway і використовувалися для переміщення військ навколо островів. На борт HMS Hermes прибула 826 морська авіаційна ескадрилья з дев'ятьма вертольотами HAS.5, які здійснювали безперервні протичовнові вильоти. З моменту відправлення HMS Hermes з острова Вознесіння у квітні до капітуляції Аргентини ескадрилья постійно використовувала щонайменше три гелікоптери для захисту флоту.
23 квітня 1982 року Sea King HC4, що вилетів із флагманського корабля HMS Hermes, був потоплений під час виконання ризикованої передачі припасів на корабель вночі. 12 травня Sea King, що прямував з HMS Hermes, розбився в морі через проблему з альтиметром; весь екіпаж був врятований. 19 травня 1982 року вертоліт Sea King, який перевозив війська Спеціальної повітряної служби до HMS Intrepid з HMS Hermes, розбився в морі під час спроби сісти на HMS Intrepid. Двадцять двоє осіб загинули, дев'ять вижили. Серед уламків було знайдено пташине пір'я, що свідчить про зіткнення з птахами, хоча розслідування причин аварії виявилося безрезультатним. Під час катастрофи Спеціальна повітряна служба втратила 18 осіб, що є найбільшою кількістю втрат за один день з часів Другої світової війни. Королівський корпус зв'язку та Повітряні сили Великої Британії втратили по одній людині.

#### Війна в Перській затоці
Під час війни в Перській затоці 1991 року вертольоти Sea King кількох країн, включаючи Канаду, Велику Британію та США, були присутні в коаліційних силах проти іракського режиму Саддама Хусейна. Через загрозу потенційного використання будь-якої іракської зброї масового ураження екіпажі Sea King зазвичай носити повністю закриті захисні костюми від ядерних, біологічних, хімічних загроз. Британські Sea King в основному виконували міжкорабельні перевезення, включаючи переправлення військ між флотом і суходолом. Шість гелікоптерів Sea King Mk4 з 845-ї морської авіаційної ескадрильї та шість з 848-ї морської авіаційної ескадрильї, яка була переформована для задоволення оперативних потреб, забезпечували підтримку наземного просування. Повне радіолокаційне покриття було забезпечене американськими літаками раннього попередження та контролю (AWACS); британські Sea King раннього повітряного попередження не були розгорнуті.
Після завершення бойових дій наявні Sea King залишилися в регіоні для виконання транспортних місій для перевезення людей, переміщених через конфлікт, до таборів для біженців і репатріації громадян на батьківщину.

#### Балкани
Sea King брав участь в інтервенції ООН і НАТО в Боснії і Герцеговині. Наприкінці 1992 року у відповідь на ескалацію напруженості в регіоні до регіону було направлено 845-ту морську авіаційну ескадрилью та її вертольоти Sea King. Вони виконували різноманітні логістичні та транспортні місії, такі як перебазування легких гармат Королівського полку артилерії L118 у регіоні та евакуація поранених. Під час одного інциденту 24 березня 1993 року під час спроби встановити маршрут евакуації повітрям до безпечної зони, оголошеної ООН, французькі вертольоти Aérospatiale Pumas і Sea King HC4 були обстріляні під час зльоту з імпровізованої зони посадки. Ще два Sea King прибули, щоб евакуювати кількох постраждалих з боку ООН, зумівши доправити поранених до боснійського міста Тузла, де вони потрапили під подальший ворожий вогонь під час розвантаження.
Під час інтервенції НАТО в Косово вертольоти Sea King 814-ї морської авіаційної ескадрильї, які діяли з численних кораблів Військово-морських сил Великої Британії в Адріатиці, включаючи авіаносець HMS Invincible, здійснювали патрулювання узбережжя Балкан. Sea King також активно використовувалися як транспортні засоби під час підготовки до наземного введення військ в Косово.

#### 2000-ті
У 2000 році Sea King HC.4 з 846-ї морської авіаційної ескадрильї брали участь в операції «Паллізер» у Сьєрра-Леоне.
Під час вторгнення в Ірак у 2003 році кілька Sea King ASaC7 з 849-ї морської авіаційної ескадрильї управлялися із HMS Ark Royal. 22 березня 2003 року над Перською затокою зіткнулися два вертольоти раннього повітряного попередження Sea King з 849-ї морської авіаційної ескадрильї, що діяли з корабля HMS Ark Royal, внаслідок чого загинуло сім осіб. У звіті про зіткнення вимагалося, щоб вертольоти Sea King були оснащені окулярами нічного бачення, а також кращим бортовим обладнанням безпеки, а також рекомендовано змінити процедуру використання радара вночі. Однак пізніше з'ясувалося, що Комісії з розслідування не було повідомлено, що три основні фактори, про які вона повідомила, збігаються з трьома основними областями деградації між Mk2 і Mk7 (окуляри нічного бачення, освітлення для запобігання зіткненням та взаємодія з кораблями). Вони були виявлені, і два контракти, призначені для зменшення ризиків, були скасовані через бюрократичні чиновники. Крім того, у 1994 році Військово-морські сили Великої Британії відхилили рекомендацію менеджера програми зберегти окуляри нічного бачення.
У липні 2006 року вертольоти Sea King HC.4, що базувалися на авіабазі ВМС Великої Британії «Йовілтон», були тимчасово направлені на Кіпр для надання допомоги в операції «Гайбров», евакуації британських громадян з Лівану.
У жовтні 2011 року, після кількох років служби в Афганістані як транспортні засоби для дислокованих там Міжнародних сил сприяння безпеці, вертольоти Sea King HC.4s повернулися до Великої Британії. Їх замінили на AgustaWestland AW101 Merlin. У період з квітня 2009 року по липень 2011 року вертольоти Sea King Військово-морських сил Великої Британії, дислоковані у таборі «Бастіон», виконали понад 1000 оперативних завдань.

### Австралія

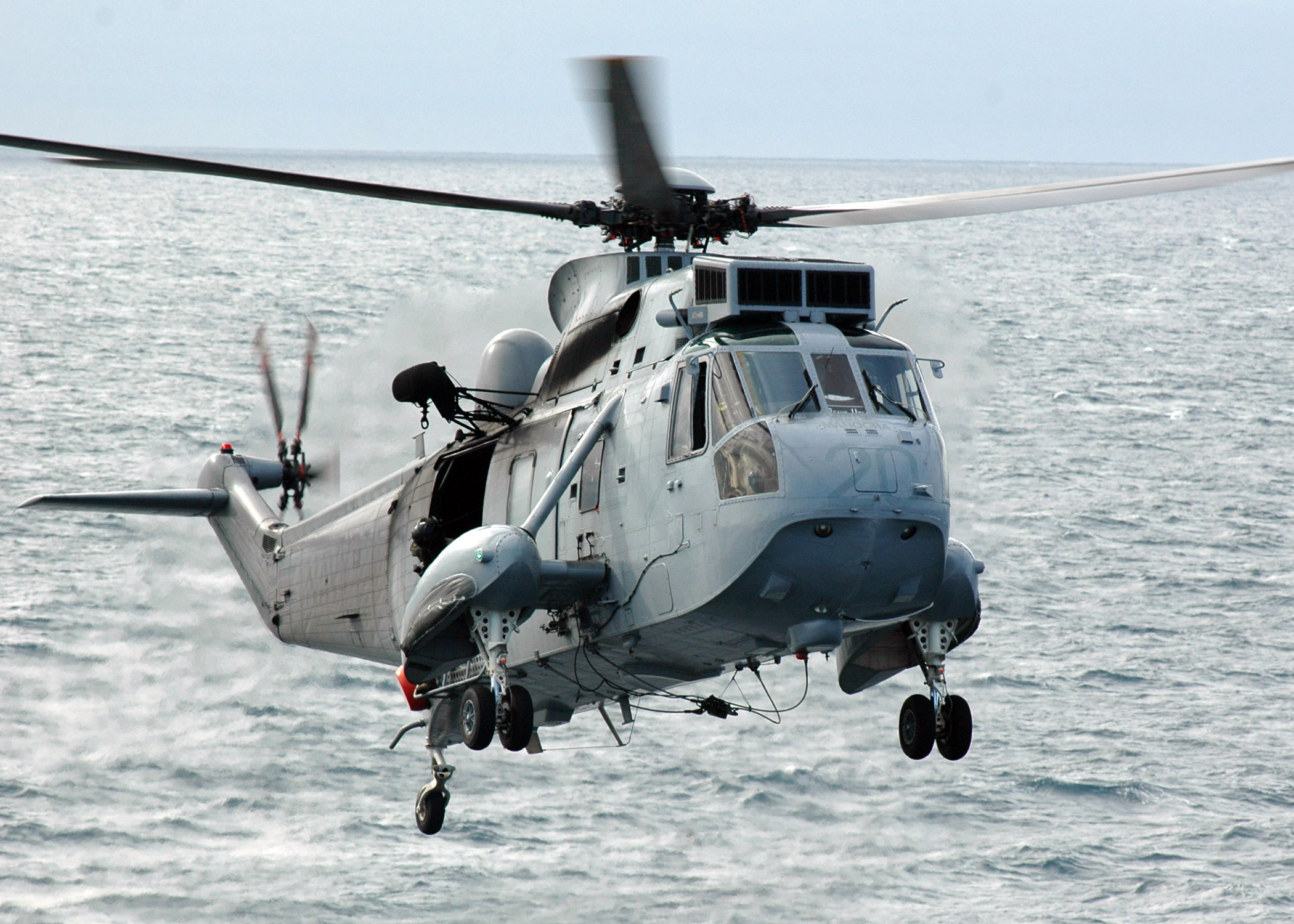
Австралійський Sea King приземляється на польотну палубу, 2007 рік

У 1974 році Австралія придбала 12 Westland Sea King Mk 50 як новий протичовновий гелікоптер Королівського австралійського військово-морського флоту. Наступного року Sea King замінили вертольоти Westland Wessex HAS31, що входили до складу авіаносця HMAS Melbourne. Початкове використання було непростим через низку аварій. З жовтня 1975 року по травень 1979 року чотири вертольоти розбилися в аваріях, головною причиною яких стала втрата масла з головного редуктора.
Австралійські Sea King мали авіоніку, схожу на Sea King HAS.1, з таким же пошуковим радаром ARI 5995 у дорсальному обтічнику, але мали американський занурювальний гідролокатор Bendix AN/AQS-13A замість морського сонара Plessey, як у Sea King Військово-морських сил Великої Британії. У них також були потужніші двигуни, які покращували продуктивність при високих температурах. На австралійських Sea King пілотувала 817 ескадрилья Королівського австралійського ВМФ з авіаносцем HMAS Melbourne, поки він не був знятий з озброєння без заміни. Оскільки Sea King був занадто великим, щоб діяти з борту фрегатів типу «Аделаїда», 817 ескадрилья була змушена діяти з наземних баз, як у протичовнових, так і в багатоцільових завданнях, а Sea King припинили здійснювати протичовнові місії в 1990 році.
Під час війни в Іраку 2003 року Sea King активно використовувалися для матеріально-технічного забезпечення, наприклад для першого доставлення гуманітарної допомоги до столиці Іраку Багдада. Після землетрусу та цунамі в Індійському океані у 2004 році австралійські Sea King відіграли важливу роль у ліквідації наслідків стихійного лиха в індонезійській провінції Ачех, доставляючи медичні бригади та припаси з кораблів Королівського австралійського військово-морського флоту. До зняття з озброєння останні великі польоти виконувалися під час повеней у Квінсленді 2010–2011 років під час яких Sea King забезпечували пошуково-рятувальне покриття регіону та доставляли допомогу громадянам у затоплених районах.
Заміна Sea King Повітряної армії флоту Королівського австралійського ВМФ почалася швидше, ніж спочатку планувалося, після втрати Sea King під час гуманітарної місії в Індонезії у квітні 2005 року, що призвело до загибелі дев'яти осіб. Слідчі виявили серйозні недоліки в стані механічної системи управління польотом Sea King, що виникли внаслідок недоліків технічного обслуговування. У травні 2007 року шість Sea King, що залишилися, були виведені з експлуатації на два місяці після виявлення ряду відсутніх частин.
1 вересня 2011 року Міністр оборонних справ Австралії Джейсон Клер оголосив, що Sea King будуть зняті з озброєння в грудні 2011 року; за цей проміжок часу вони ще встигли здійснити понад 60 000 годин нальоту під час операцій в Австралії та за кордоном. Прощальний політ був здійснений 15 грудня 2011 року, коли три Sea King пролетіли над Сіднейською гаванлю та через Канберру, повз озеро Берлі-Гриффін та Австралійський військовий меморіал перед тим, як приземлитися в Новрі. 16 грудня 2011 року командувач ВМФ очолив церемонію зняття Sea King з озброєння 817 ескадрильї Королівського австралійського ВМФ у NAS Nowra. П'ять зняти з озброєння гелікоптерів були виставлені на продаж. Sea King були замінені на MRH 90.

### Індія

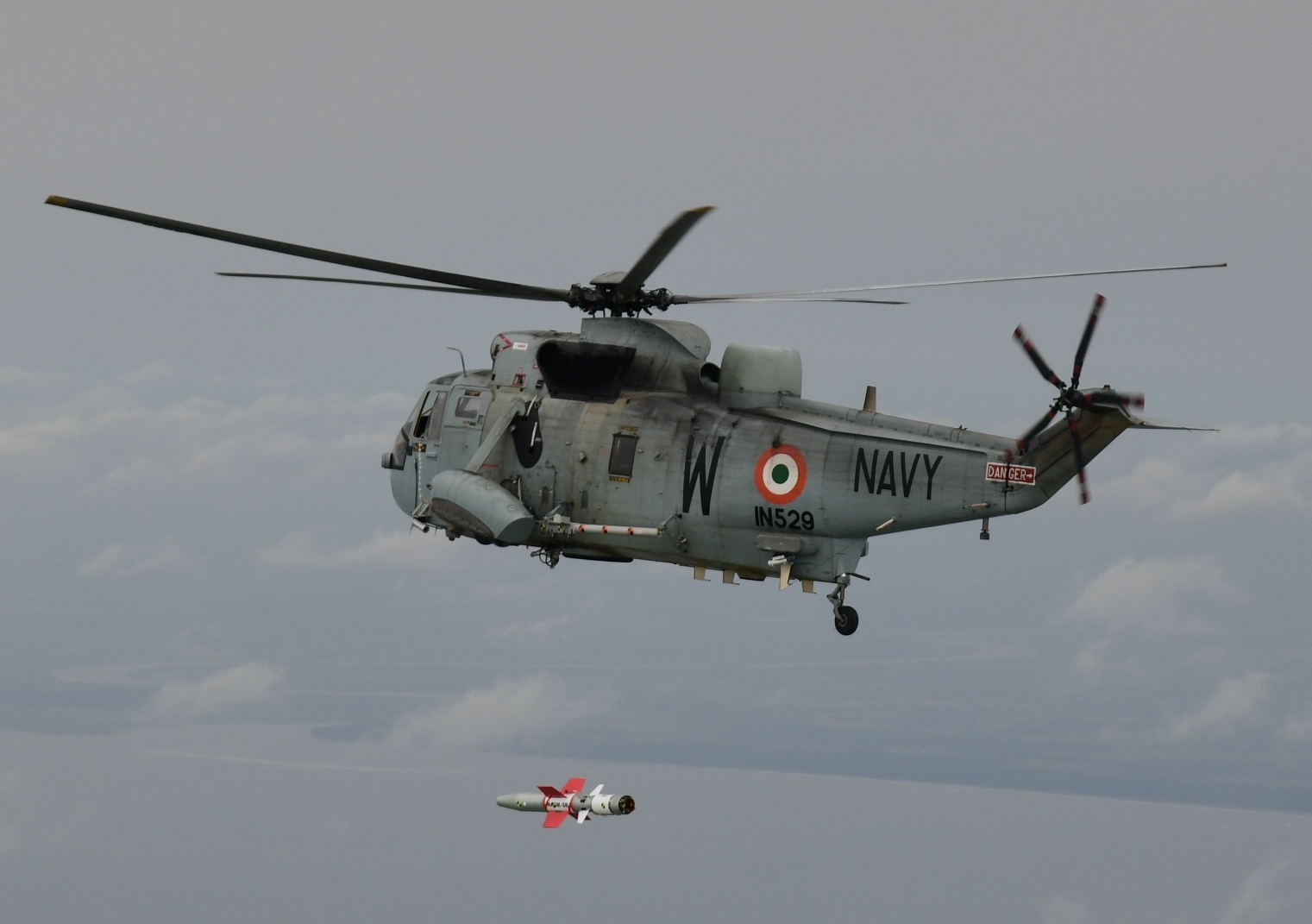
Sea King ВМС Індії запускає протикорабельну ракету

Після індо-пакистанської війни 1965 року Пакистан вкладав значні кошти в сучасні підводні човни та торпеди великої дальності. У відповідь на це Індія вирішила придбати у Британії шість Westland Sea King у 1969 році для виконання завдань протичовнової боротьби, позначених як Mk42. Закупівля також включала надання самонавідних торпед, що скидаються з повітря, для використання проти підводних човнів. Постачання вертольотів розпочалося за кілька місяців до індійсько-пакистанської війни 1971 року. Через нестачу підготовки на нових гелікоптерах Sea King операції були значно обмежені під час війни 1971 року; до листопада 1971 року збільшення досвіду екіпажів дозволило проводити наступальні протичовнові операції. Авіаносець класу «Маджестік» INS Vikrant також був переобладнаний у 1972—1974 роках, щоб забезпечити підтримку широкого спектра операцій Sea King, і став основним протичовновим літальним засобом авіаносця.
На початку 1960-х років Індія та Британія домовилися про внутрішнє виробництво фрегата типу «Ліндер». Першим гелікоптером, розгорнутим на борту індійського «Ліндера», відомому як тип «Нілгірі», був Aérospatiale Alouette III, однак він мав набагато менші спроможності в протичовновій ролі порівняно з Sea King, і була усвідомлена потреба в змінах конструкції, щоб дозволити розташовувати Sea King на польотній палубі фрегата типу «Нілгірі». Таку практику вперше започаткували Військово-морські сили Канади з використанням Sikorsky CH-124 Sea King на фрегатах подібного розміру. Виявилося неможливим управляти Sea King з немодифікованого фрегата типу «Нілгірі», оскільки останні два кораблі цього класу були оснащені збільшеною польотною палубою та ангаром. Це вимагало демонтажу корабельного протичовнового міномета «Лімбо». Окрім початкової закупівлі 1971 року, Індія вирішила придбати ще шість Mk42 у 1974 році та ще три у 1980 році; останні три були спеціально модифіковані для роботи з екіпажем останніх двох фрегатів типу «Нілгірі» та позначені як Mk42A. Як продовження фрегата типу «Нілгірі», Індія почала розробку нового фрегата на базі «Ліндера»/«Нілгірі», але більшого розміру. Отриманий тип «Годаварі», також відомий як «Проєкт 16» (англ. Project 16), міг управляти двома Sea King одночасно.
У 1982 році Індія підписала контракт на придбання кількох Mk42B Sea King, модернізованого варіанту для виконання подвійного призначення: протикорабельних і протичовнових місій, після конкурсу з пошуку подібно до Aérospatiale Super Puma рішення. Ці вертольоти будуть діяти з фрегатів типу «Годаварі», а також замінять наявні Sea King. Команда індійських інженерів була направлена до Британії для допомоги в розробці авіоніки Mk42B, особливо бортового програмного забезпечення. Зміни в порівнянні зі старими Sea King включали абсолютно новий комплект авіоніки, використання композитних матеріалів у всьому фюзеляжі та в лопатях ротора, а також інтеграцію ракети Sea Eagle, яка була придбана у Великої Британії в 1983 році. Між 1988 і 1992 роками ВМС Індії було передано 20 Mk42B Sea King.
У 1987 році також було закуплено шість десантно-транспортних вертольотів Sea King моделі Mk42C. Хоча ВМС Індії вважали AEW Sea King, який, як очікувалося, буде позначатися як Mk42D, занадто дорогим, тому у 2003 році замість нього були закуплені російські Ка-31. Індійський гелікоптер HAL Dhruv був запланованою заміною Sea King у ролі протичовнової зброї, однак у 2000 році він був визнаний непридатним, оскільки ВМС Індії були незадоволені конструкцією відкидного лопатевого механізму та реєстрацією технічного обслуговування у Dhruv.
У травні 1998 року Сполучені Штати запровадили санкції проти Індії як частину міжнародної відповіді на серію випробувань ядерної зброї Індією. Станом на 1999 рік ці санкції фактично призвели до зупинення індійської кампанії Sea King, оскільки Індія не могла придбати будь-які запасні частини для флоту, що поставляються США. Westland Helicopters також дотримувалася санкцій, відмовившись підтримувати будь-які компоненти американського виробництва. Обмежена кількість Sea King підтримувалася в робочому стані завдяки «канібалізації» інших вертольотів і виробництва деяких компонентів компанією Hindustan Aeronautics Limited (HAL). У грудні 2000 року президент Білл Клінтон дозволив пом'якшити санкції. Наприкінці 2000-х HAL і AgustaWestland підписали угоду про спільне обслуговування та модернізацію індійського парку Sea King.

### Норвегія
Міністерство юстиції Норвегії володіє 12 вертольотами Mk43B Sea King, які експлуатуються 330-ю ескадрильєю Королівських повітряних сил Норвегії. Гелікоптери використовуються для пошуково-рятувальних і санітарних місій і перебувають під командуванням Об'єднаного координаційного рятувального центру Південної та Північної Норвегії. Представлені в травні 1973 року, вони спочатку були розміщені на головній авіастанції «Буде», головній авіастанції «Орланд», авіастанції «Сола» та групі станцій «Банак». У 1997 році ескадрилья здійснила 237 пошуково-рятувальних і 747 санітарних польотів. З 1995 по 1998 роки один вертоліт був розміщений в аеропорту Олесунн, а з 1999 року один вертоліт був розміщений на базі ВПС «Рюгге». Аеропорт Флоро став базою для одного вертольота з 2009 року.

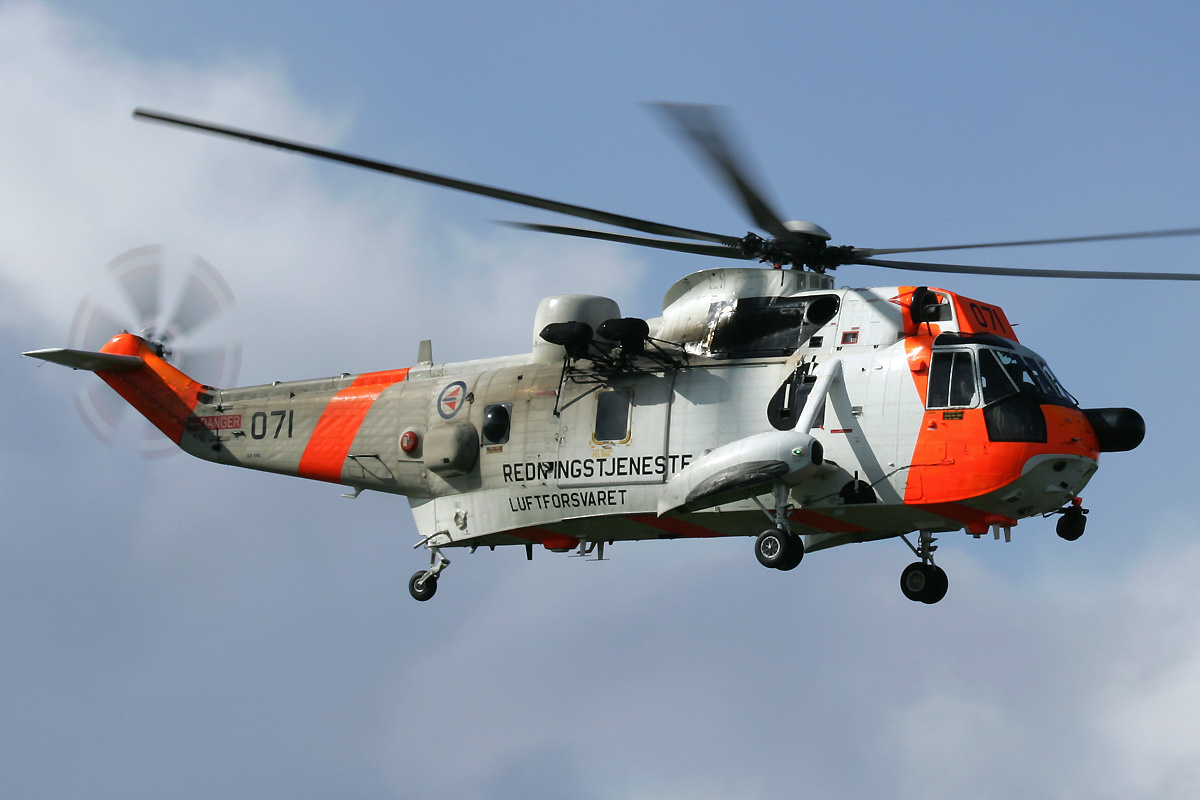
Sea King Mk43B Королівських повітряних сил Норвегії

Гелікоптери мають бути замінені на AgustaWestland AW101 у рамках Норвезької всепогодної пошуково-рятувальної програми (Norwegian All-Weather Search and Rescue Helicopter, NAWSARH) поступово з вересня 2020 року. Кандидатами на контракт NAWSARH із 10–12 вертольотів були AgustaWestland AW101, NHIndustries NH90, Eurocopter EC225 та Sikorsky S-92. У липні 2013 року AgustaWestland AW101 і Eurocopter (EC225) увійшли до короткого списку учасників на проведення подальших переговорів у рамках програми NAWSARH на 16 вертольотів.

### Німеччина
Військово-морський флот Німеччини замовили 22 Sea King Mk.41 20 червня 1969 року як заміну летючого човна Grumman Albatross для пошуково-рятувальних робіт. Це був перший експортний продаж Westland Sea King і перший спеціальний пошуково-рятувальний варіант Sea King зі збільшеною кабіною та більшими баками для палива. Німецькі Sea King мають таке ж радіолокаційне та навігаційне обладнання, як HAS.1, але не були оснащені гідролокаторами. 22 Sea King були поставлені з квітня 1973 по вересень 1974 року, та поставлені на озброєння Marinefliegergeschwader 5 (MFG 5) (Морська авіаційна ескадрилья 5). Додатковий Sea King був доставлений у квітні 1975 року на заміну одного, втраченого під час шторму. Уцілілі Sea King були модернізовані між 1986 і 1988 роками, отримавши спроможність нести протикорабельні ракети Sea Skua, що вимагало встановлення радара Ferranti Seaspray в носовий обтічник.
Решта 21 Sea King виконують різноманітні завдання, включаючи пошуково-рятувальні роботи, транспортування, надання допомоги при стихійних лихах, тактичне наземно-морське транспортування, евакуація, спостереження, розвідка та морська підтримка. Основною базою є Нордгольц, хоча підрозділи завжди дислокуються на аеродромі Гельголанд і у Варнемюнде, а іноді й на аеродромі Боркум. Вертольоти планується замінити на NH-90.

### Інші

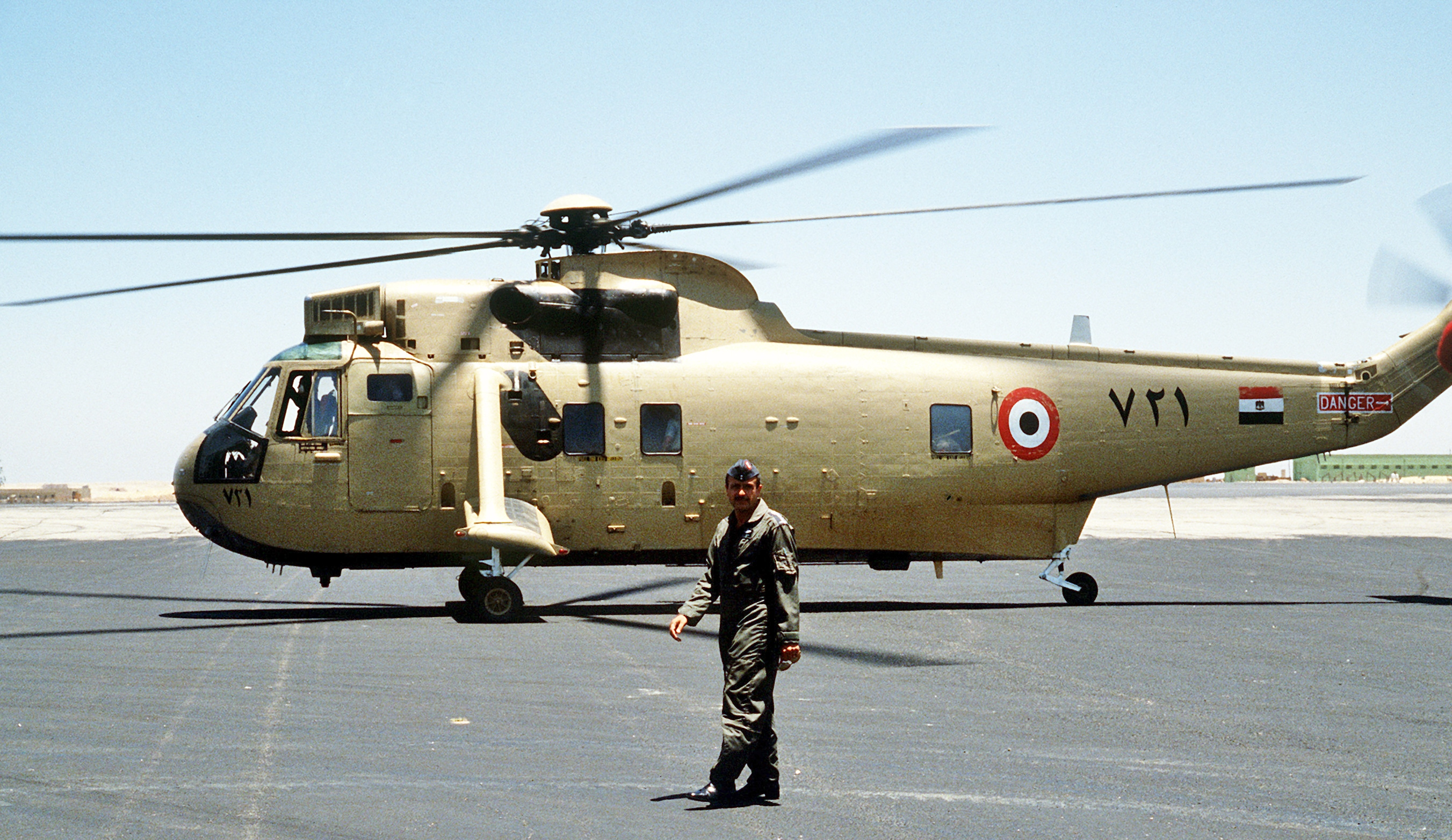
Єгипетський Commando Mk 1, червень 1980 року

Єгипет є досить активним оператором Sea King, використовуючи багато різних варіантів для найрізноманітніших цілей. На додаток до використання протичовнових вертольотів Sea King для прибережного патрулювання, Єгипет придбав неморські модифікації, адаптовані на базі стандартного Sea King, який Westland Helicopters продає під назвою Commando, включаючи VIP-модифікацію. Повітряні сили Єгипту також мають на озброєнні модифікацію для радіоелектронної боротьби, що включає складні бортові системи постановки перешкод. Станом на 2011 рік 23 Sea King/Commando залишаються на озброєнні Єгипту.
Повітряні сили Катару також експлуатують варіант Commando від Westland Helicopters, як стандартний вертоліт підтримки для сухопутних сил, один також був обладнаний спеціально для VIP-перевезень. Кілька катарських Sea King стоять на озброєнні у протикорабельних підрозділах і обладнані для несення та запуску двох протикорабельних ракет Exocet.
Військово-морські сили Пакистану отримали шість Mk.45 Sea King, модифікацію, похідну від Sea King HAS.1 Військово-морських сил Великої Британії 1975 року. Вони виконували комбіновані протичовнові та протикорабельні завдання, несучи ракету Exocet як альтернативу нормальному навантаженню протичовнового озброєння з чотирьох торпед Mark 44 або Mark 46. Один пакистанський Sea King був втрачений в результаті аварії в лютому 1986 року, і був замінений колишнім HAS.5, що був знятий з озброєння Військово-морських сил Великої Британії, перейменованим на Mk.45C, в січні 1989 року.
У 1974 році Повітряні сили Бельгії замовили п'ять вертольотів Sea King Mk.48 для виконання пошуково-рятувальних завдань, які надійшли на озброєння у 1976 році. Вони були модернізовані новими несучими гвинтами в 1987—1988 роках, у 1995 році отримали оновлену авіоніку, включаючи новий радар і інфрачервону камеру переднього виду під носом. У 2007 році Бельгія замовила вісім вертольотів NH90, чотири з яких були військово-морськими вертольотами NFH, призначеними для заміни Sea King в ролі пошуково-рятувальних суден. Затримки з постачанням бельгійських NH90 разом зі збільшенням попиту на NH90 для роботи на фрегатах ВМС Бельгії призвели до перенесення дати зняття з озброєння Sea King на 2018 рік. Три Sea King залишалися на озброєнні у 2017 році. Бельгійські Sea King до кінця 2016 року здійснили понад 3300 пошуково-рятувальних вильотів, врятувавши понад 1750 життів. 21 березня 2019 року Бельгія вивела з експлуатації свій останній вертоліт Sea King із прощальним польотом над бельгійським узбережжям. Їхню пошуково-рятувальну роль взяли на себе чотири вертольоти NHIndustries NH90 NATO Frigate Helicopters (NFH), що базуються на авіабазі Коксейде поблизу узбережжя Фландрії. RS05 був переданий до Фламандського авіаційного навчального центру (нід. Het Vlaams Luchtvaartopleidingscentrum, VLOC) і здійснив свій рейс на поромі 26 березня 2019 року. Два з трьох бельгійських Sea King були куплені компанією Historic Helicopters Chard Equestrian із Сомерсета, яка вже володіла п'ятьма гелікоптерами Westland, які раніше були на службі Військово-морських сил або Повітряних сил Великої Британії. Обидва Sea King вилетіли з авіабази Коксейде до Великої Британії 20 жовтня 2021 року як рейси OO-SEE (RS02) і OO-KNG (RS04).
У листопаді 2022 року у відповідь на російське вторгнення в Україну Велика Британія оголосила, що передасть Україні три Sea King, що раніше були на озброєнні Військово-морських сил і Повітряних сил Великої Британії.

## Варіанти

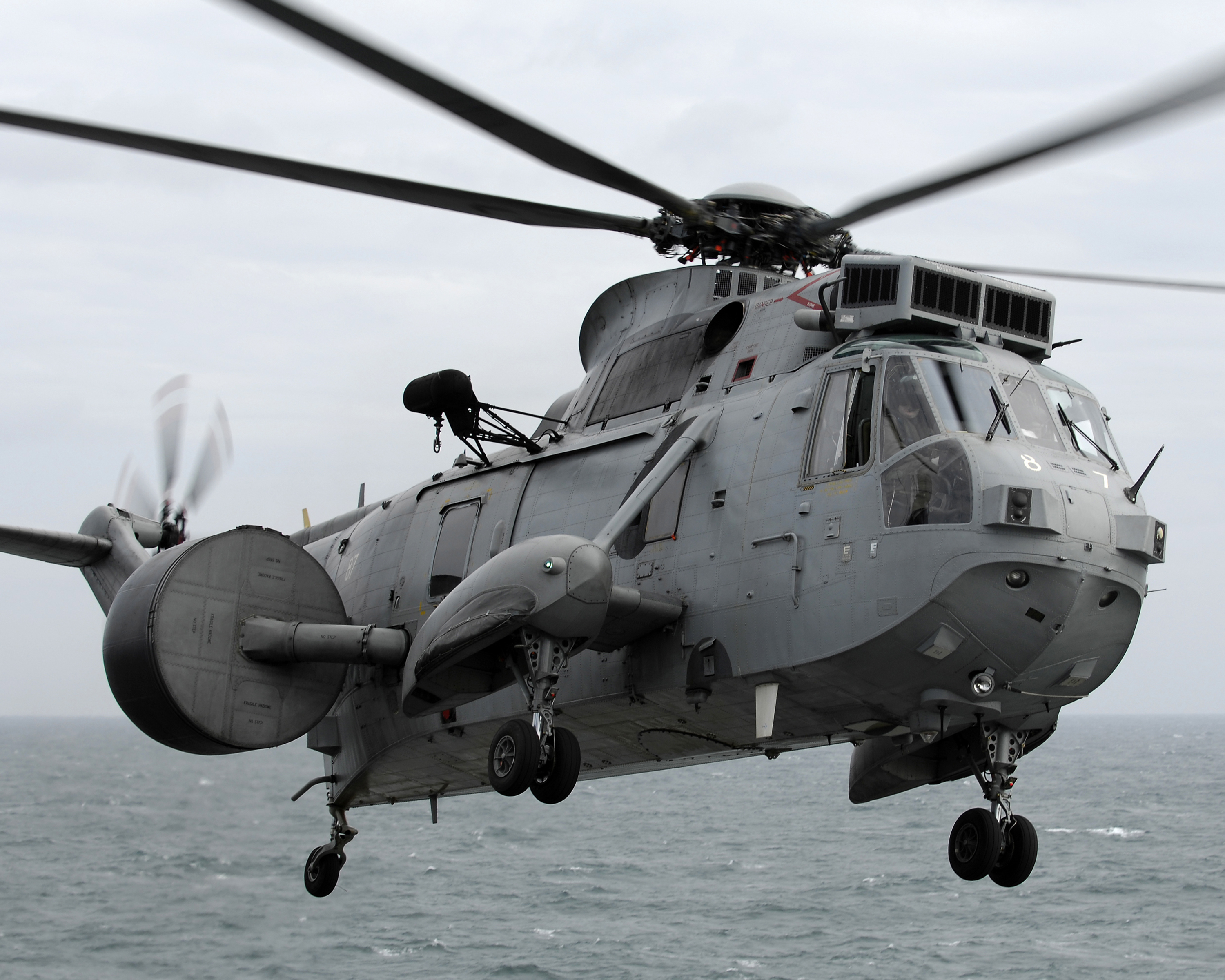
Вертоліт Sea King AEW 2 Військово-морських сил Великої Британії

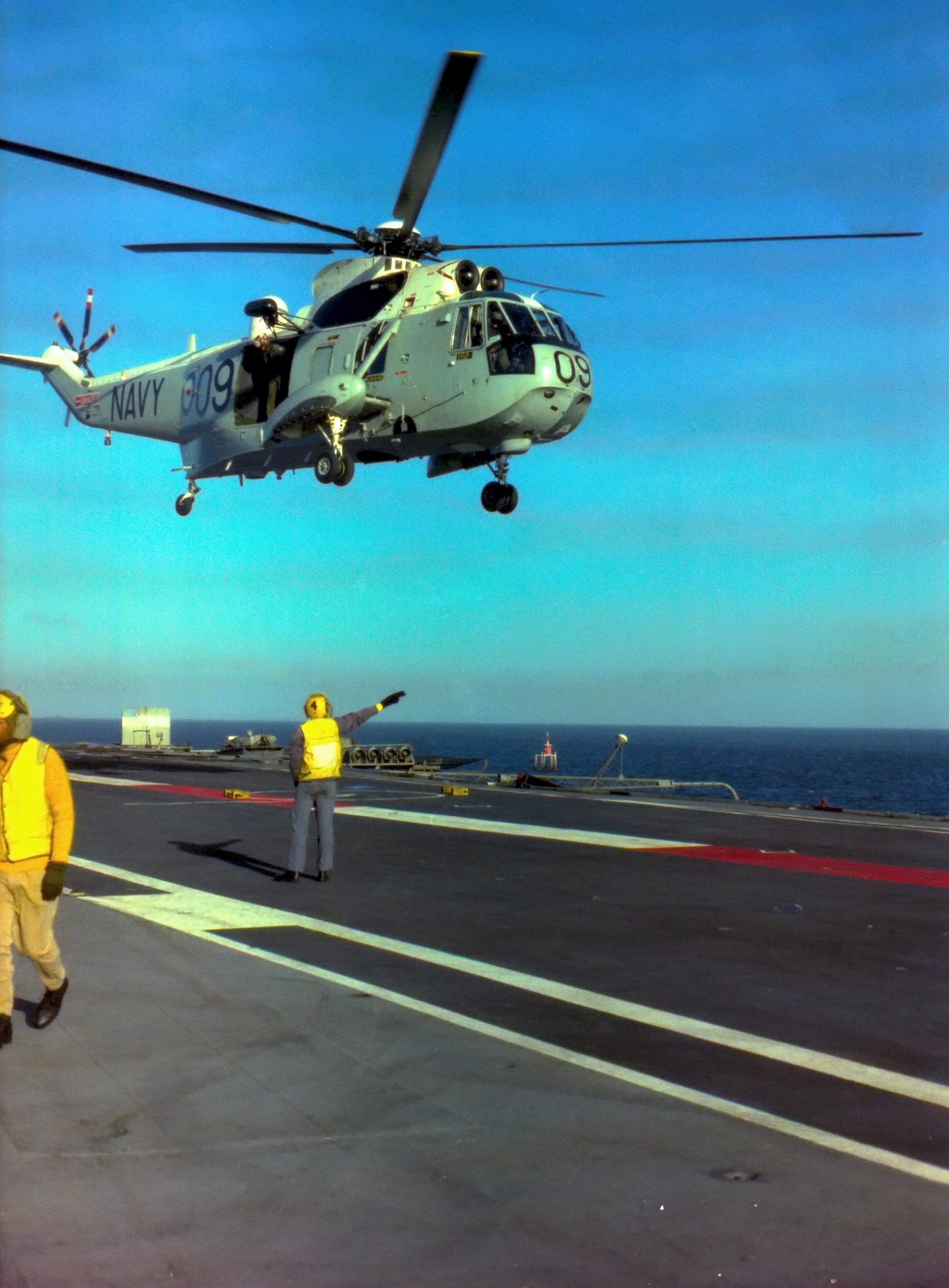
Sea King Mk50 Королівського австралійського військово-морського флоту, Shark 09, злітає з палуби HMAS Melbourne, 1980 рік

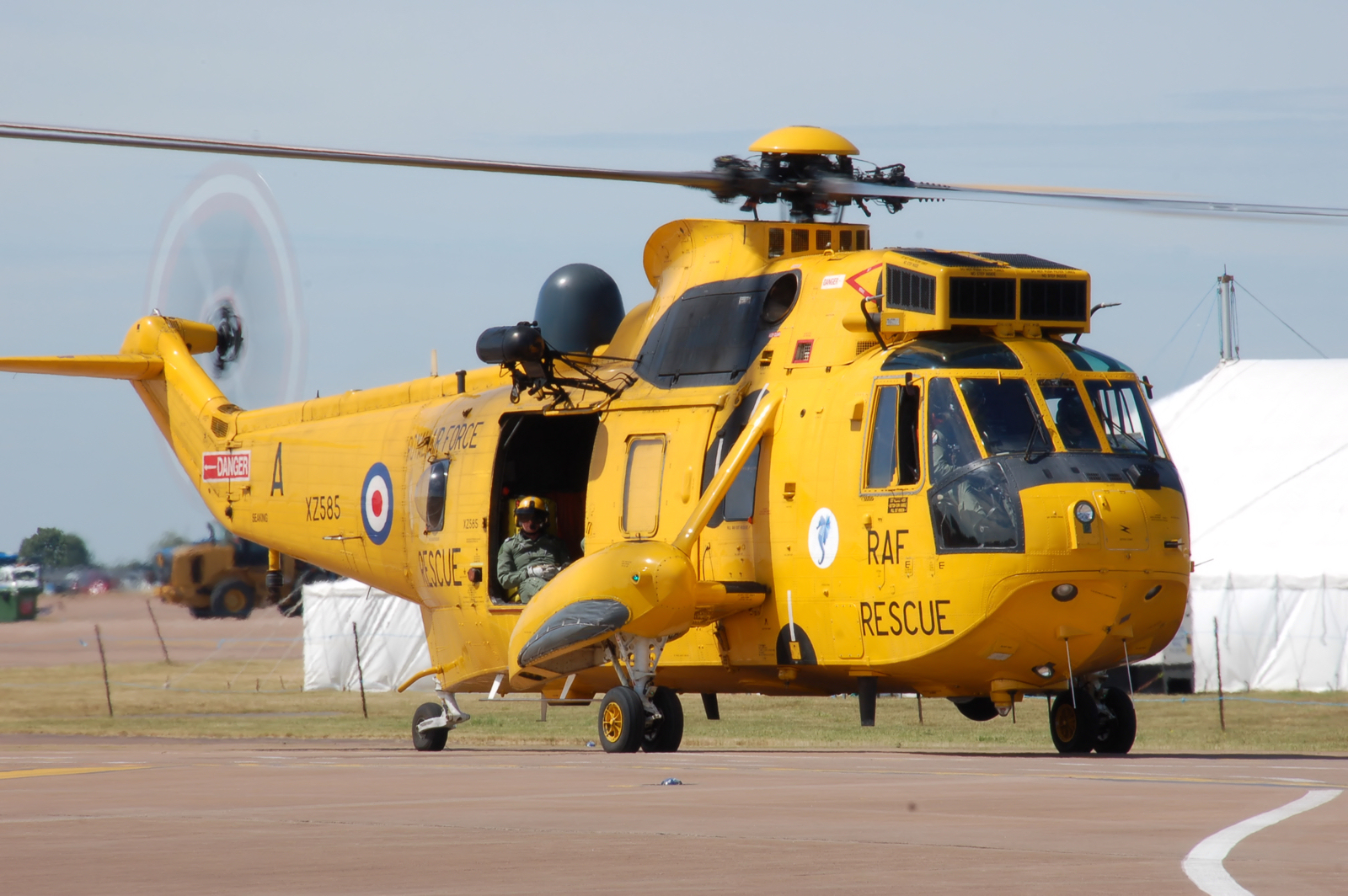
Рятувальний вертоліт Повітряних сил Великої Британії Sea King HAR.3 на авіашоу RIAT у 2010 році

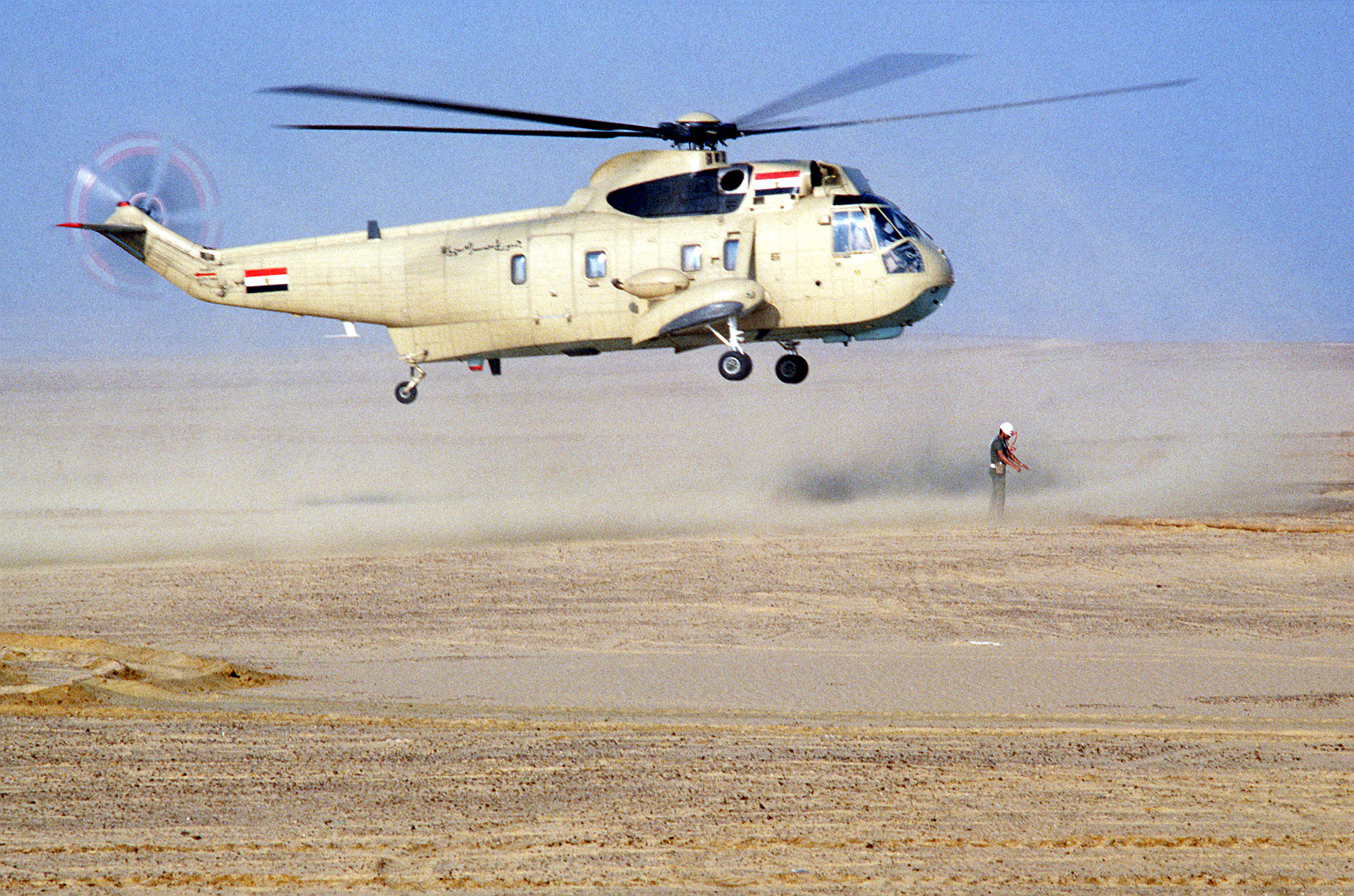
Єгипетський Commando Mk.1, 1985 рік

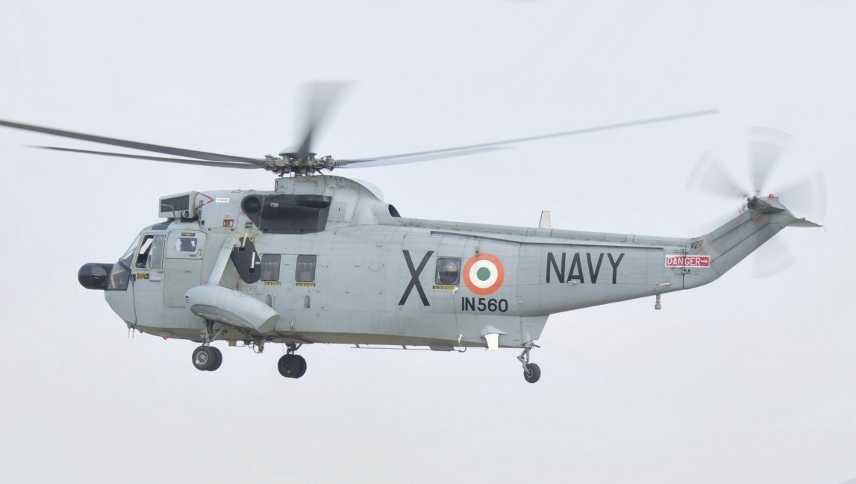
Sea King Військово-морських сил Індії

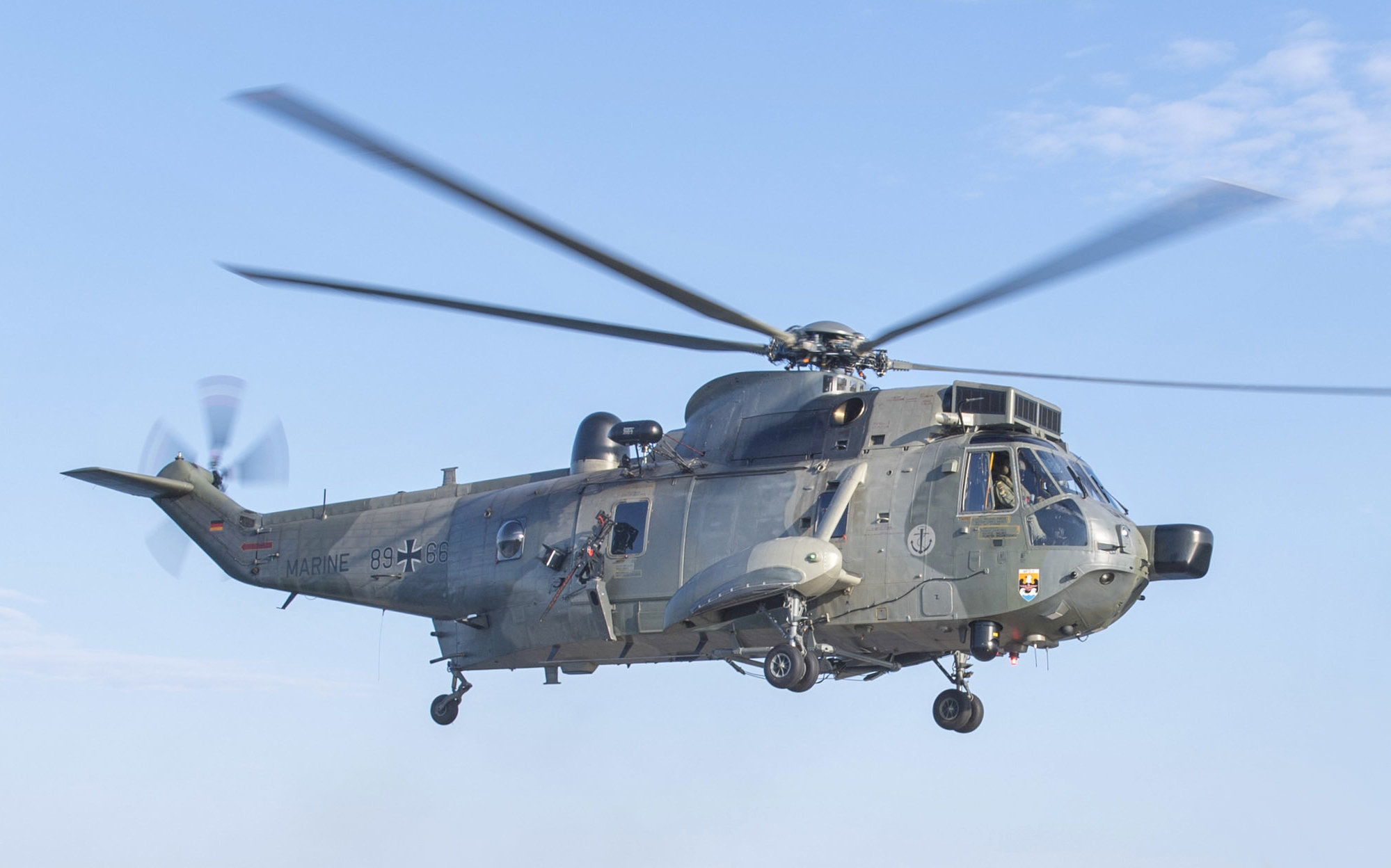
Sea King Mark 41 Військово-морського флоту Німеччини злітає з палуби з

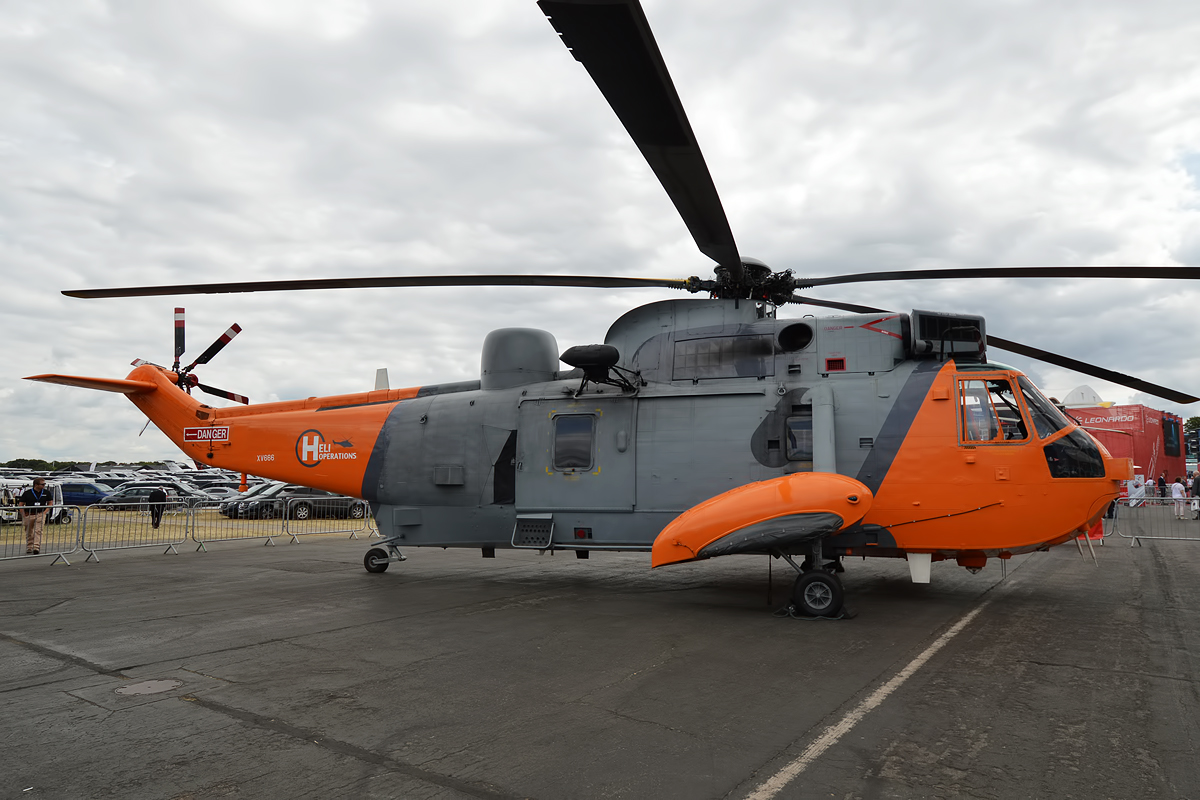
Sea King HU5 компанії HeliOperations у 2018 році

Sea King HAS.1
Перша протичовнова версія для Військово-морських сил Великої Британії з двигунами Gnome H.1400, п'ятилопатевим кермовим гвинтом, занурювальним гідролокатором Plessey Type 195 і пошуковим радаром MEL ARI 5995 у спинному обтічнику. The Перший політ Westland Sea King HAS.1 відбувся 7 травня 1969 року. Зібрано 56 вертольотів, багато з яких були модернізовані до HAS.2.
Sea King HAS.2
Модернізована протичовнова версія для Військово-морських сил Великої Британії на базі австралійського Mk 50. Потужніші двигуни Gnome H.1400-1, шестилопатевий кермовий гвинт і оновлена авіоніка (включаючи новий гідролокатор Type 2069), а також покращене навігаційне та комунікаційне обладнання; 21 зібраний вертоліт, не враховуючи переобладнані з HAS.1. Пізніше деякі з них були переобладнані для виконання завдань раннього повітряного попередження.
Sea King AEW.2
Під час Фолклендської війни вертольоти Sea King HAS.1 або HAS.2 були переобладнані до моделі AEW через нестачу засобів раннього повітряного попередження. Оснащений радаром Thorn EMI Searchwater у надувному обтічнику без гідролокатора. Зазвичай літає з екіпажем із трьох осіб (пілот і два спостерігачі), порівняно з екіпажем із чотирьох осіб для ASW Sea King. Всього було модернізовано дев'ять вертольотів до цієї моделі.
Sea King HAR.3
Пошуково-рятувальна версія для Повітряних сил Великої Британії. Оснащений переміщеною задньою перегородкою кабіни, що забезпечує більшу довжину кабіни, встановлення додаткових паливних баків та додаткового оглядового вікна; збудовано 19 вертольотів.
Sea King HAR.3AПокращена пошуково-рятувальна версія Sea King HAR.3 для Повітряних сил Великої Британії. Оснащений модернізованою авіонікою; збудовано шість вертольотів.
Sea King HC.4 / Westland CommandoШтурмова та багатоцільова транспортна версія Commando для Військово-морських сил Великої Британії зі спрощеним шасі та подовженою кабіною. Здатний перевозити 28 повністю споряджених військових; збудовано 42 вертольоти.
Sea King HC.4XПерший політ одного вертольота відбувся 10 квітня 1989 року в Імперській школі льотчиків-випробувачів.
Sea King Mk.4XДва гелікоптери на базі HC.4 для тестових/випробувальних стендів у Royal Aircraft Establishment у Фарнборо. Оснащений різними датчиками на носі та/або спині.
Sea King HAS.5
Оновлена версія для боротьби з підводними човнами для Військово-морських сил Великої Британії з радаром MEL Super Searcher більшого радіуса дії в збільшеному задньому обтічнику, новою системою обробки звуку AQS902 із можливістю використання гідроакустичних буїв. Прийнятий на озброєння в червні 1981 року; було збудовано 30 нових вертольотів та близько 55 переобладнаних з попередніх версій. Деякі пізніше перетворили на HAR.5 для пошуково-рятувальних завдань.
Sea King HAR.5
Модифікація HAS.5 на пошуково-рятувальний вертоліт для Військово-морських сил Великої Британії, зі зняттям протичовнового обладнання, але збереженням радара Sea Searcher.
Sea King AEW.5
Чотири Sea King HAS.5 були переобладнані на пошуково-рятувальні вертольоти для Військово-морських сил Великої Британії.
Sea King HU.5
Надлишок гелікоптерів HAS.5 ASW модифіковано відповідно до потреб Військово-морських сил Великої Британії.
Sea King HAS.6
Оновлена протичовнова версія для Військово-морських сил Великої Британії. оснащений покращеною авіонікою, новим гідроакустичним процесором, покращеними тактичними дисплеями та кращим комунікаційним обладнанням; збудовано п'ять нових вертольотів та переобладнано певну кількість.
Sea King HAS.6(CR)П'ять надлишкових протичовнових гелікоптерів HAS.6 переобладнано на допоміжні для Військово-морських сил Великої Британії. 31 березня 2010 року останній з вертольотів Військово-морських сил Великої Британії HAS.6(CR) було знято з озброєння як 846 NAS.
Sea King ASaC7
Оновлений AEW2/5 для Військово-морських сил Великої Британії з радаром Searchwater 2000AEW, який замінив оригінальний радар Searchwater.
Sea King Mk.41
Пошуково-рятувальна версія Sea King HAS.1 для Військово-морського флоту Німеччини з подовженою кабіною; побудовано 23 вертольоти, поставлені між 1973 і 1975 роками. Загалом 20 було модернізовано з 1986 року додатковим радаром Ferranti Seaspray у носі та можливістю нести чотири протикорабельні ракети Sea Skua.
Sea King Mk.42
Протичовнова версія Sea King HAS.1 для Військово-морських сил Індії; побудовано 12 вертольотів.
Sea King Mk.42AПротичовнова версія Sea King HAS.2 для Військово-морських сил Індії, оснащена системою тяги для роботи з невеликих кораблів; побудовано три вертольоти.
Sea King Mk.42BБагатоцільова версія для Військово-морських сил Індії, обладнана для боротьби з підводними човнами, із занурювальним гідроакустичним гідролокатором та передовою авіонікою, а також для протикорабельних операцій з двома ракетами Sea Eagle; побудовано 21 вертоліт (один вийшов з ладу перед доставленням).
Sea King Mk.42CПошуково-рятувальна/багатоцільова транспортна версія для Військово-морських сил Індії з носовим пошуковим радаром Bendix; побудовано шість вертольотів.
Sea King Mk.43
Пошуково-рятувальна версія Sea King HAS.1 для Королівських повітряних сил Норвегії з подовженою кабіною; побудовано 10 вертольотів.
Sea King Mk.43AМодернізована версія Sea King Mk.43 для Королівських повітряних сил Норвегії з планером від Mk.2, але двигунами від Mk.1; побудовано один вертоліт.
Sea King Mk.43BМодернізована версія Sea King Mk.43 для Королівських повітряних сил Норвегії. Оновлена авіоніка, включаючи радар MEL Sea Searcher у великому спинному обтічнику, метеорологічний радар у носі та інфрачервону камеру переднього виду під носом. Побудовано три нові вертольоти та модернізовано Mk.43 і Mk.43A.
Sea King Mk.45
Протичовнова і протикорабельна бойова версія Sea King HAS.1 для Військово-морських сил Пакистану. Є носієм протикорабельної ракети Exocet; збудовано шість вертольотів.
Sea King Mk.45AОдин колишній вертоліт Військово-морських сил Великої Британії Sea King HAS.5, що був проданий Пакистану.
Sea King Mk.47
Протичовнова версія Sea King HAS.2 для Військово-морських сил Єгипту; збудовано шість вертольотів.
Sea King Mk.48
Пошуково-рятувальна версія для Повітряних сил Бельгії. Планер схожий на той що у HAS.2, але з подовженою кабіною; збудовано п'ять вертольотів, передано Бельгії в 1976 році. Знято з озброєння у 2018 році.
Sea King Mk.50
Багатоцільова версія для Королівського австралійського військово-морського флоту, еквівалентна (але попередня) версії HAS.2; збудовано 10 вертольотів.
Sea King Mk.50AДва вдосконалених Sea King були продані Королівському австралійському військово-морському флоту в рамках замовлення в 1981 році.
Sea King Mk.50BОновлена багатоцільова версія для Королівського австралійського військово-морського флоту.
Commando Mk.1
Штурмова та багатоцільова транспортна версія з мінімальними змінами для Повітряних сил Єгипту, з подовженою кабіною, але збереженими спонсонами з плавучим спорядженням; збудовано п'ять вертольотів.
Commando Mk.2
Покращена штурмова та багатоцільова транспортна версія для Повітряних сил Єгипту, оснащена потужнішими двигунами, нерозбірними гвинтами та без спонсонів шасі та плавучого механізму; збудовано 17 вертольотів.
Commando Mk.2AШтурмова та багатоцільова транспортна версія для Повітряних сил Еміра Катару, майже ідентична єгипетській Mk.2; збудовано три вертольоти.
Commando Mk.2BVIP-транспортна версія Commando Mk.2 для Повітряних сил Єгипту; збудовано два вертольоти.
Commando Mk.2CVIP-транспортна версія Commando Mk.2A для Повітряних сил Еміру Катару; збудовано один вертоліт.
Commando Mk.2EВерсія для виконання завдань радіоелектронної боротьби для Повітряних сил Єгипту, оснащена інтегрованим ESM і системою постановки перешкод, з обтічниками збоку фюзеляжу; збудовано чотири вертольоти.
Commando Mk.3
Протикорабельна бойова версія для Повітряних сил Еміру Катару, оснащена спинним обтічником і здатна нести дві ракети Exocet. Збудовано вісім вертольотів.

## Оператори
Єгипет
- Повітряні сили Єгипту[en][128]

 Німеччина
- Військово-морський флот Німеччини[129]

 Індія
- Повітряна армія ВМС Індії[en][129]

Norway
- Королівські повітряні сили Норвегії[129]

 Пакистан
- Військово-морські сили Пакистану[129]

 Велика Британія
- HeliOperations[en] — два робочі вертольоти для підготовки екіпажів Військово-морського флоту Німеччини[2][130]

 Україна
- Військово-морські сили Збройних сил України — у листопаді 2022 року Україні передали три британські Sea King, які експлуатувалися Повітряними силами Великої Британії та Військово-морськими силами Великої Британії.[131]

### Колишні оператори
Австралія
- Королівський австралійський військово-морський флот[132]

 Бельгія
- Повітряні сили Бельгії — зняті з озброєння у березні 2019 року[128][109]

 Катар
- Повітряні сили Еміра Катару[129] — передано Пакистану в липні 2021 року.

 Велика Британія
- Повітряні сили Великої Британії — зняті з озброєння у 2015 році[129]
- Військово-морські сили Великої Британії — зняті з озброєння у вересні 2018 року[133]

## Музейні експонати

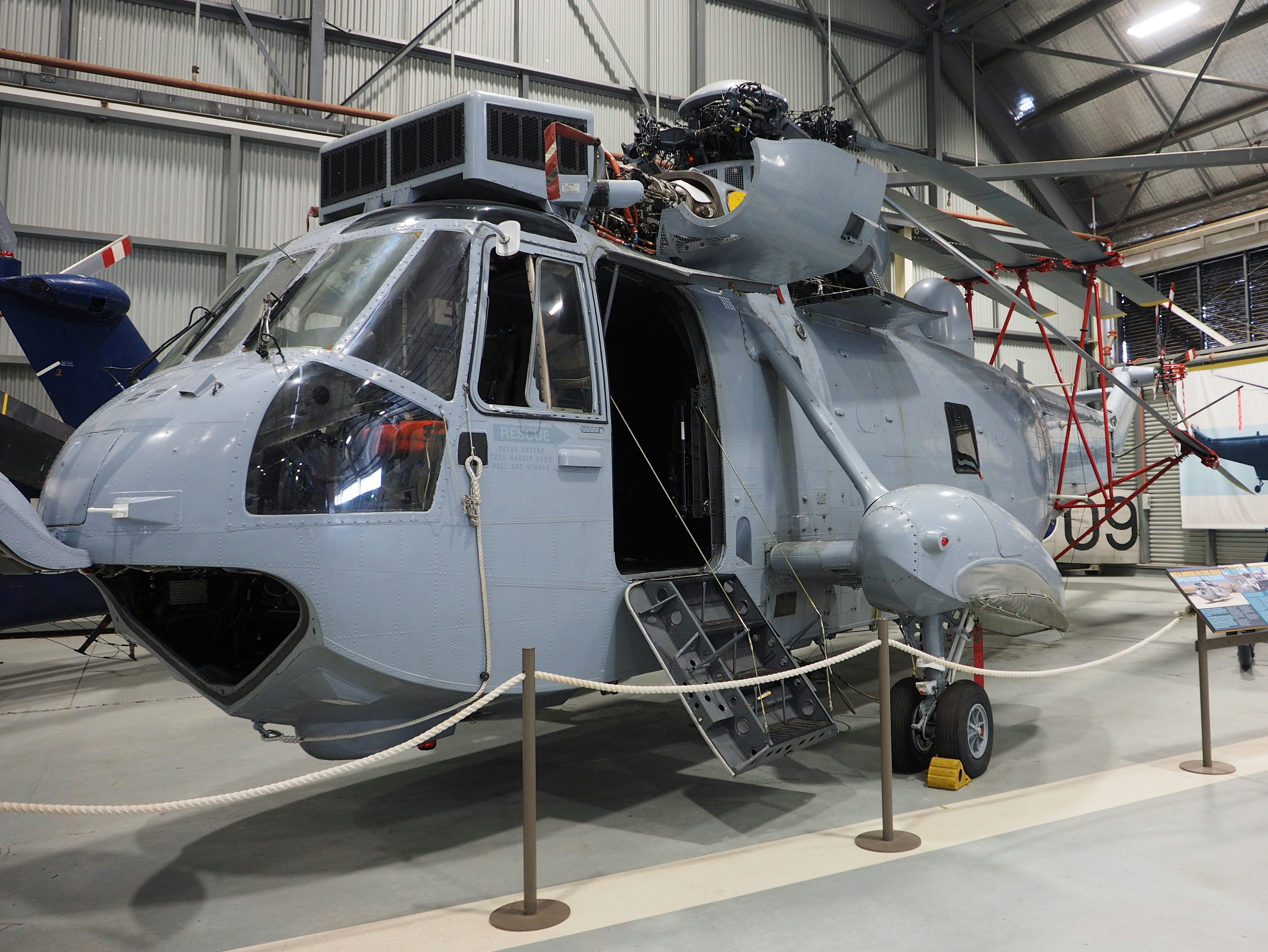
«Shark 07» в Музеї авіації флоту Австралії

Австралія
- N16-118 — Sea King Mk 50 виставлений в Музеї авіації флоту[en] біля Новри[en].[134][135]

Бельгія
- RS01 — Sea King Mk 48 виставлений в Королівському музеї збройних сил і військової історії в Брюсселі.[136]
- RS03 — зберігається в Коксійде.
- RS05 — зберігається в Авіаційному коледжі Остенде, використовувався для навчання.
- RS02 & RS04 — зберігається в льотному стані Historic Helicopter Group, у Сомерсеті.

Індія
- IN504 — Sea King Mk 42 виставлений в Аерокосмічному музеї HAL[en] у Бенгалуру, штат Карнатака.[137]
- IN505 — Sea King Mk 42 виставлений в Музеї військово-морської авіації[en] в Даболімі, Гоа[en].[138][139]

Велика Британія
- XV677 — Sea King HAS.6 виставлений в Музеї авіації Південного Йоркшира[en] в Донкастері, Південний Йоркшир.[140]
- XV712 — Sea King HAS.6 виставлений в Імперському військовому музеї Даксфорда[en] в Даксфорді, Кембриджшир.[141][142]
- XZ574 — Sea King HAS.5 виставлений в Музеї військової авіації флоту[en] в Йовілтоні, Сомерсет[en]. Вертоліт був переданий Військово-морським силам Великої Британії в 1976 році та базувався на авіаносці HMS Invincible під час операції Корпорейт. 23 квітня 1982 року, під час порятунку екіпажу потопленого Sea King HC.4 ZA311 вертольотом керував Його Високість Принц Ендрю.[143][144]
- XZ585 — Sea King HAR.3 виставлений в Музеї Повітряних сил Великої Британії у Лондоні.
- XZ592 — Sea King HAR.3 виставлений в музеї Morayvia[en] в Кінлоссі, Морей[en].[145][146][147]
- XZ593 — Sea King HAR.3 зберігається в Музеї Фолклендських островів і Національному фонді[en] в Стенлі, Фолклендські острови. Вертоліт був подарований жителям островів у 2016 році після зняття з озброєння. Згодом його виставлять у новій флігелі музею.[148]
- XZ597 — Sea King HAR.3, відновлений до льотного стану Historic Helicopter Group, Сомерсет[149]
- ZA298 — Sea King HC.4 виставлений в Музеї авіації флоту в Йовілтоні, Сомерсет.[150] Має прізвисько «Король джунглів» (англ. King of the Junglies) та відомий тим, що кілька разів пережив серйозні бойові пошкодження без жодного летального випадку. Спочатку під час Фолклендської війни він був уражений вогнем з аргентинського штурмовика A-4 Skyhawk, потім під час Боснійської війни він потрапив під вогонь зі стрілецької зброї, і, зрештою, під час війни в Афганістані він постраждав від прямого попадання протитанкового РПГ.[151]
- ZD477 — Sea King HC.4 виставлений в аеропарку Іст-Мідлендс.
- ZF122 — Sea King HC.4 — Historic Helicopter Group[149]
- ZG822 — Sea King HC.4 Commando виставлений в Музеї авіації Південного Уельсу (SWAM), раніше стояв на озброєнні Повітряних сил Сент-Атана[en], поблизу Кардіффа

## Характеристики (Sea King HAS.5)
Загальні характеристики
- Екіпаж: 2-4
- Довжина: 17,02 м (55 фут 10 дюйм)
- Висота: 5,13 м (16 фут 10 дюйм)
- Порожня вага: 6 373 кг (14 050 фунт)
- Повна вага: 9 525 кг (20 999 фунт)
- Максимальна злітна вага: 9 707 кг (21 400 фунт)
- Силова установка: 2 × Rolls-Royce H.1400-2 Gnome[en] турбовальний двигун, 18,90 м (62 фут 0 дюйм) diameter

Льотні характеристики
- Крейсерська швидкість: 207 км/год (129 миля/год; 112 вуз)
- Дальність: 1 230 км (764 миля; 664 морська миля)
- Швидкопідйомність: 10,3 м/с (2 030 фут/хв)

### Виноски
1. ↑  Sea King ASAC variant (англ.).
2. 1 2  Former Royal Navy Sea King Mk5s leased to HeliOperations UK (англ.). 27 липня 2017.
3. ↑  James 1991, pp. 377—378.
4. ↑  Uttley 2001, p. 206.
5. 1 2  McGowen 2005, p. 119.
6. ↑  Thorn and Frawley 1998, p. 164.
7. ↑  Lake 1996, pp. 114—115.
8. ↑  Air International Травень 1981, p. 215.
9. 1 2 3  Howard et al. 2011, pp. 229—230.
10. ↑  Hewish 1979, p. 76.
11. ↑  McGowen 2005, pp. 119—120.
12. 1 2  McGowen 2005, p. 120.
13. ↑  Air Forces, Травень 2012, p.6, Key Publishing, ISSN 0955-7091
14. 1 2  McGowen 2005, pp. 120, 126.
15. ↑  «Westland — Sea King/Commando.» Flight International, 3 серпня 1985, p. 42.
16. 1 2  Allen, Peter. «UK RN retires final Commando Sea King Mk 6CR.» Jane's Defence Weekly, Volume 47, Issue 2, 2 червня 2010, p. 33.
17. ↑  Bud and Gummett 2002, pp. 75–79.
18. ↑  «Westland — Sea King.» [Архівовано 22 травня 2013 у Wayback Machine.] Flight International, 1 серпня 1987, p. 34. Процитовано 19 квітня 2012. (англ.)
19. ↑  McGowen 2005, p. 126.
20. ↑  Beedall, Richard. «Maritime Airborne Surveillance and Control (MASC) (UK MoD).» [Архівовано 27 вересня 2011 у Wayback Machine.] Navy Matters, 18 травня 2011. Процитовано 19 квітня 2012. (англ.)
21. 1 2  Carrara 2009, pp. 78–82.
22. 1 2 3 4  Ministry of Defence 2006, p. 120.
23. ↑  Chesneau 1985, pp. 2–3.
24. ↑  Chesneau 1985, p. 2.
25. ↑  Chesneau 1985, pp. 2–4.
26. ↑  Chesneau 1985, p. 5.
27. ↑  Harding, Thomas. «Harry gets his wish to see action in Iraq.» [Архівовано 25 вересня 2015 у Wayback Machine.] The Daily Telegraph, 23 лютого 2007. Процитовано 19 квітня 2012. (англ.)
28. 1 2  Armistead and Armistead 2002, p. 131.
29. ↑  Instant Airborne Radar Heads South. «New Scientist», 12 серпня 1982, 95(1318), p. 428. (англ.)
30. ↑  «Cerberus set for service aboard Sea King Whiskey, Upgrade Update.» [Архівовано 8 липня 2011 у Wikiwix] Jane's International Defence Review, 24 вересня 2002. Процитовано 19 квітня 2012. (англ.)
31. 1 2  Armistead and Armistead 2002, pp. 132—134.
32. ↑  Janes | Latest defence and security news (англ.). Архів оригіналу за 29 травня 2014. Процитовано 17 червня 2014.
33. ↑  Chant 2001, pp. 15–16.
34. ↑  Freedman 2005, pp. 298, 728.
35. ↑  McGowen 2005, p. 15.
36. ↑  «Prince Andrew Tells of Being Decoy for Exocet.» Glasgow Herald[en], 19 червня 1982, p. 1.
37. 1 2 3  Burden et al. 1986, pp. 237—240.
38. 1 2 3  Burden et al. 1986, pp. 241—243.
39. ↑  Burden et al. 1986, pp. 244—247.
40. 1 2 3  Burden et al. 1986, pp. 247—250.
41. ↑  Chant 2001, p. 34.
42. ↑  Burden et al. 1986, pp. 248—249.
43. ↑  Burden et al. 1986, p. 253.
44. ↑  Freedman 2005, pp. 461—462.
45. ↑  Donald and Chant 2001, pp. 15, 41, 54.
46. ↑  Donald and Chant 2001, p. 15.
47. ↑  Donald and Chant 2001, p. 33.
48. ↑  Gethin, Howard. «RN set to re-organise Sea Kings.» Flight International, 9 серпня 1994.
49. ↑  Armistead and Armistead 2002, pp. 179—180.
50. ↑  «Kurdish Refugees Stream Back to Iraq.» The Associated Press, 2 травня 1991.(англ.)
51. ↑  Ripley 2001, p. 92.
52. ↑  Ripley 2001, pp. 16–17.
53. ↑  Hall, Macer. «Fighting Invincible to be mothballed». The Daily Telegraph, 17 грудня 2000.
54. ↑  «Troops waiting in the wings.» Sunday Herald, 30 травня 1999.
55. ↑  Howard et al. 2011, p. 274.
56. ↑  «Iraq war crash: 'Critical' shortfalls in Sea Kings exposed Official report tells MoD to upgrade Navy helicopters and revise flying rules to avoid further collisions.» The Independent, 25 січня 2004. (англ.)
57. ↑  «MPs 'misled' over cause of Sea King collision.» The Independent, 1 лютого 2004.
58. ↑  'Breaking the Military Covenant' (David Hill, 2018)
59. ↑  «Helicopters go to aid evacuation.» BBC News, 18 липня 2006. Процитовано 19 квітня 2012. (англ.)
60. ↑  «Sea Kings Come Home after Successful Afghan Missions.» Western Gazette Yeovil, 20 жовтня 2011. (англ.)
61. ↑  «Navy Sea Kings Complete 1,000th Mission in Afghanistan.» States News Service, 21 липня 2011. (англ.)
62. ↑  Hewish 1984, p. 231.
63. ↑  Gillett 1986, p. 70.
64. ↑  Matherell, Mark and Cynthia Banham. «Bumpy ride, but Sea King pulls its weight.» [Архівовано 24 вересня 2015 у Wayback Machine.] Сідней морнінг геральд, 4 квітня 2005. Процитовано 19 квітня 2012. (англ.)
65. 1 2 3 4 5  Lake 1996, p. 132.
66. ↑  Lake 1996, pp. 132—133.
67. ↑  «RAAF plane delivers supplies to Baghdad.» [Архівовано 25 травня 2013 у Wayback Machine.] ABC News[en], 13 квітня 2003. Процитовано 19 квітня 2012. (англ.)
68. 1 2  Waldon, Greg. «Australia offers five Sea Kings for sale.» [Архівовано 29 вересня 2013 у Wayback Machine.] Flight International, 1 вересня 2011. Процитовано 19 квітня 2012. (англ.)
69. ↑  Kerin, John. «Sea King servicing to blame.» Australasian Business Intelligence[en], 21 червня 2007. (англ.)
70. 1 2  Dodd, Mark. «Sea Kings grounded over safety fears.» [Архівовано 11 червня 2013 у Wayback Machine.] The Australian, 17 травня 2007. Процитовано 19 квітня 2012. (англ.)
71. ↑  Flanagan, Korena. «Minister for Defence Materiel — Navy Sea King helicopters for sale.» [Архівовано 19 січня 2012 у Wayback Machine.] minister.defence.gov.au, 1 вересня 2011. Процитовано 19 квітня 2012. (англ.)
72. ↑  «Sea Kings and 817 Squadron make their Final Flight.» States News Service, 16 грудня 2011. (англ.)
73. ↑  Hiranandani 2005, p. 21.
74. ↑  Hiranandani 2005, pp. 87–88.
75. ↑  Hiranandani 2005, pp. 88–89.
76. ↑  Hiranandani 2005, pp. 57–58.
77. 1 2 3 4  Singh Air International Січень 1991, p. 37.
78. ↑  Hiranandani 2005, pp. 58–59, 62.
79. ↑  Baker 1998, p. 325.
80. ↑  Hiranandani 2005, p. 96.
81. ↑  Hiranandani 2005, p. 64.
82. 1 2  Hiranandani 2005, pp. 97–98.
83. ↑  Byers 1986, p. 232.
84. ↑  Hiranandani 2012, p. 157.
85. ↑  Hiranandani 2005, p. 99.
86. ↑  Hiranandani 2005, p. 107.
87. ↑  Govindasamy, Siv. «Indian navy opens up utility helicopter requirement.» [Архівовано 29 червня 2008 у Wayback Machine.] Flight International, 13 листопада 2007. Процитовано 19 квітня 2012. (англ.)
88. ↑  «Navy has not rejected Dhruv: Defence Minister.» [Архівовано 27 вересня 2012 у Wayback Machine.] Zeenews.com, 22 жовтня 2008. Процитовано: 21 серпня 2011. (англ.)
89. ↑  Bilgrami 2004, pp. 186—187.
90. ↑  Bilgrami 2004, pp. 187, 199.
91. ↑  Hiranandani 2012, p. 158.
92. 1 2 3 4 5  Lake 1996, p. 130.
93. ↑  The Norwegian Search and Rescue Service (PDF) (англ.). Міністерство юстиції та поліції (Норвегія)[en]. 1999. с. 9. Архів (PDF) оригіналу за 22 травня 2013. Процитовано 20 квітня 2012.
94. ↑  Her sliter redningshelikoptrene. Bergens Tidende[en] (норв.). 29 вересня 2009. Архів оригіналу за 24 травня 2013. Процитовано 20 квітня 2012.
95. ↑  SAR Queen helicopters are now operational in Norway (англ.).
96. ↑  «Candidates that passed the Pre-qualification process for delivery of future SAR helicopters for Iceland and Norway.» Королівське міністерство юстиції та поліції Норвегії[en]. Процитовано: 26 лютого 2012. (англ.)
97. ↑  James 1991, p. 389.
98. 1 2 3  Lake 1996, p. 128.
99. 1 2  Sea King Mk 41 (нім.). Військово-морський флот Німеччини. 23 листопада 2011. Архів оригіналу за 1 квітня 2012. Процитовано 20 квітня 2012.
100. 1 2 3  Lake 1996, p. 131.
101. 1 2  Lake 1996, pp. 133—134.
102. 1 2  James 1991, p. 392.
103. 1 2 3 4  Lake 1996, p. 135.
104. ↑  Hoyle Flight International 13–19 грудня 2011, p. 38. (англ.)
105. 1 2 3 4  Lake 1996, p. 134.
106. ↑  James 1991, p. 394.
107. ↑  Harding Air International Березень 2017, p. 85.
108. ↑  Harding Air International Березень 2017, p. 87.
109. 1 2  Гарет Дженнінгс (19 грудня 2018). Belgium retires Sea King helos. IHS Jane's 360 (англ.). Лондон. Архів оригіналу за 20 грудня 2018. Процитовано 20 грудня 2018.
110. ↑  SeaKing RS-05 als lesmateriaal naar VLOC te Oostende – Vlaams Luchtvaartopleidingscentrum (нід.).
111. ↑  Deux des anciens Sea King militaires sauvés et rachetés par une association britannique (fr), published 6 липня 2020.
112. ↑  An Emotional Farewell of Two Restored Seaking RS01&RS02 leaving their homebase at Koksijde 4K UHD. YouTube (англ.).
113. ↑  Beale, Jonathan. «Britain sending helicopters to Ukraine for first time — Ben Wallace». BBC News. 23 листопада 2022. Процитовано 23 листопада 2022. (англ.)
114. 1 2  Lake 1996, pp. 122—123.
115. ↑  Lake 1996, p. 122.
116. ↑  Lake 1996, p. 123.
117. ↑  Lake 1996, pp. 123—124.
118. 1 2  Lake 1996, p. 124.
119. 1 2  Lake 1996, p. 125.
120. ↑  Howard et al. 2011, p. 278.
121. ↑  Lake 1996, p. 126.
122. ↑  Lake 1996, p. 127.
123. ↑  Armistead and Armistead 2002, pp. 131—133.
124. ↑  Lake 1996, pp. 127—128.
125. ↑  Lake 1996, pp. 128—129.
126. 1 2 3  Lake 1996, p. 129.
127. 1 2  Lake 1996, p. 133.
128. 1 2  FG. World Air Forces 2018 (англ.). Flightglobal Insight. 2018. Процитовано 27 вересня 2018.
129. 1 2 3 4 5 6  World Air Forces 2018 (англ.). Flightglobal Insight. 2018. Процитовано 25 серпня 2018.
130. ↑  Ліам Деніелс. UK Sea King flies on. Air International[en] (англ.). Т. 93, № 4. с. 15. ISSN 0306-5634.
131. ↑  Britain sending helicopters to Ukraine for first time - Ben Wallace. BBC News (англ.). 23 листопада 2022.
132. ↑  Fleet Air Arm (RAN) Westland Sea King (англ.). Архів оригіналу за 6 березня 2013. Процитовано 23 березня 2013.
133. ↑  Royal Navy bids farewell to Sea Kings (англ.). flightglobal.com. Процитовано 27 вересня 2018.
134. ↑  Fleet Air Arm Museum. Navy (англ.). Commonwealth of Australia. Архів оригіналу за 12 лютого 2013. Процитовано 30 травня 2017.
135. ↑  RAN N16 Westland Sea King Mk.50A. ADF-Serials (англ.). 2 квітня 2014. Архів оригіналу за 14 серпня 2017. Процитовано 31 травня 2017.
136. ↑  Даніель Бракс (31 грудня 2011). Sea King RS01 retired to the Royal Army Museum at Brussels. Belgian Wings (англ.). Архів оригіналу за 4 липня 2014. Процитовано 31 травня 2017. [Архівовано 2014-07-04 у Wayback Machine.]
137. ↑  Джаган Пілларісетті (25 листопада 2008). Westland Seaking Mk 42 [IN504]. Warbirds of India (англ.). Warbirds of India. Архів оригіналу за 3 серпня 2016. Процитовано 31 травня 2017. [Архівовано 2016-08-03 у Wayback Machine.]
138. ↑  Джаган Пілларісетті (17 листопада 2008). Westland Sea King [IN505]. Warbirds of India (англ.). Warbirds of India. Архів оригіналу за 21 вересня 2016. Процитовано 31 травня 2017. [Архівовано 2016-09-21 у Wayback Machine.]
139. ↑  Airframe Dossier – Sikorsky-Westland Sea King 42, s/n IN505 BNS, c/n WA737. Aerial Visuals (англ.). AerialVisuals.ca. Процитовано 31 травня 2017.
140. ↑  Aircraft List. AeroVenture (англ.). South Yorkshire Aircraft Museum. Архів оригіналу за 30 березня 2018. Процитовано 31 травня 2017. [Архівовано 2018-03-30 у Wayback Machine.]
141. ↑  Westland Sea King HAS Mk.6. Imperial War Museums (англ.). IWM. Процитовано 31 травня 2017.
142. ↑  Airframe Dossier – Sikorsky-Westland Sea King HAS.6, s/n XV712 RN, c/n WA683. Aerial Visuals (англ.). AerialVisuals.ca. Архів оригіналу за 20 березня 2016. Процитовано 31 травня 2017.
143. ↑  Sea King HAS.5 (XZ574). Royal Navy Fleet Air Arm Museum (англ.). Fleet Air Arm Museum. Архів оригіналу за 12 травня 2014. Процитовано 31 травня 2017. [Архівовано 2014-05-12 у Wayback Machine.]
144. ↑  Howard et al. 2011, p. 354.
145. ↑  SEA KING HAR.3 XZ592 17-10-15 #2. Morayvia (англ.). Morayvia. Архів оригіналу за 8 травня 2018. Процитовано 31 травня 2017. [Архівовано 2018-05-08 у Wayback Machine.]
146. ↑  Comment: The battle for XZ592 was one Moray simply refused to lose. insideMoray (англ.). insideMoray.news. 5 червня 2015. Процитовано 31 травня 2017.
147. ↑  Bid to home retired Sea King in Moray is successful (англ.). BBC. 4 червня 2015. Архів оригіналу за 13 січня 2017. Процитовано 31 травня 2017.
148. ↑  Sea King HAR Mk3 XZ593. Falkland Islands Museum & National Trust (англ.). Falkland Islands Museum & National Trust. Архів оригіналу за 15 вересня 2017. Процитовано 31 травня 2017. [Архівовано 2017-09-15 у Wayback Machine.]
149. 1 2  Sea King. Historic Helicopters (англ.). Архів оригіналу за 16 грудня 2022. Процитовано 16 грудня 2022. [Архівовано 2022-12-16 у Wayback Machine.]
150. ↑  Sea King ZA298: "King of the Junglies". Royal Navy Fleet Air Arm Museum (англ.). Fleet Air Arm Museum. Архів оригіналу за 21 жовтня 2017. Процитовано 31 травня 2017. [Архівовано 2017-10-21 у Wayback Machine.]
151. ↑  Id.